# 13. Oktober
Der 13. Oktober ist der 286. Tag des gregorianischen Kalenders (der 287. in Schaltjahren), somit bleiben 79 Tage bis zum Jahresende.

## Ereignisse

### Politik und Weltgeschehen

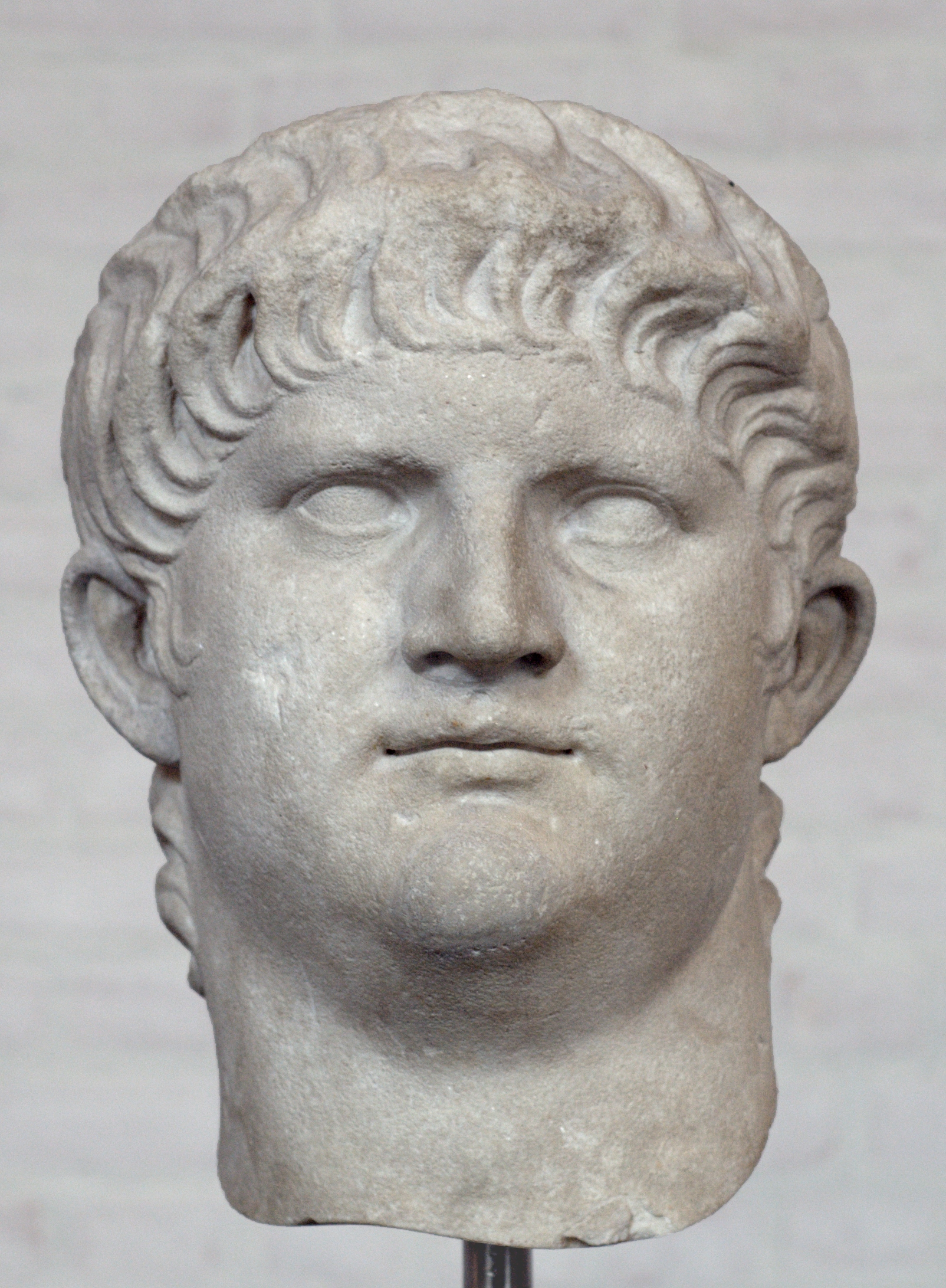
54 n. Chr.: Nero Claudius Caesar Augustus Germanicus

- 0054: Nach dem Tod des Claudius wird dessen Stiefsohn Nero als letzter Julier römischer Kaiser.
- 1307: Die Mitglieder des Templerordens werden von Guillaume de Nogaret auf Geheiß von König Philipp dem Schönen in ganz Frankreich inhaftiert.
- 1399: Heinrich IV. wird zum englischen König gekrönt. Er begründet das Haus Lancaster.
- 1479: In der Schlacht auf dem Brodfeld in Siebenbürgen wehrt ein ungarisches Heer den Angriff osmanischer Truppen ab. Kriegerische Auseinandersetzungen unterbleiben in der Folge für längere Zeit.
- 1644: In der Seeschlacht bei Fehmarn beendet eine schwedisch-niederländische Flotte die dänische Seeherrschaft über die Ostsee
- 1761: Im Gefecht bei Ölper siegen Truppen des Fürstentums Braunschweig-Wolfenbüttel unter Friedrich August von Braunschweig über ein französisch-kursächsisches Heer und befreien die Stadt Braunschweig damit von der Belagerung durch Franz Xaver von Sachsen im Siebenjährigen Krieg.
- 1775: Die United States Navy wird als Continental Navy vom amerikanischen Kontinentalkongress eingerichtet.
- 1781: Im Amerikanischen Unabhängigkeitskrieg beginnt in der Schlacht von Yorktown der entscheidende Angriff der verbündeten Amerikaner und Franzosen auf die von den Briten gehaltene Stadt.
- 1809: Der 17-jährige Friedrich Stapß wird in Schönbrunn festgenommen, als er Napoleon Bonaparte mit einem Küchenmesser töten will. Für sein versuchtes Attentat wird er vier Tage später erschossen.

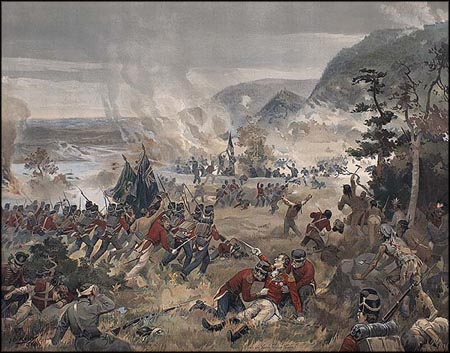
1812: Die Schlacht von Queenston Heights

- 1812: Bei dem Versuch einer Invasion in Kanada im Britisch-Amerikanischen Krieg erleiden die Amerikaner in der Schlacht von Queenston Heights eine schwere Niederlage gegen zahlenmäßig weit unterlegene britisch-indianische Truppen.
- 1815: Der Bourbonenherrscher Ferdinand IV. lässt Joachim Murat, seinen Vorgänger als König von Neapel und Napoleon Bonapartes Schwager, standrechtlich erschießen.

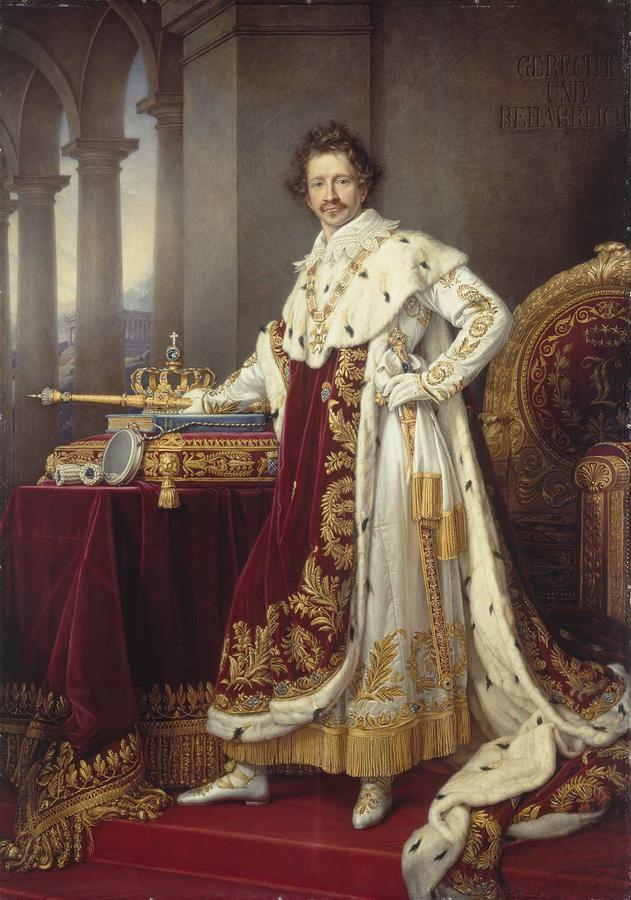
1825: Ludwig I. von Bayern

- 1825: Ludwig I. wird nach dem Tod seines Vaters Maximilian I. Joseph bayerischer König.
- 1827: Russische Truppen erobern Jerewan, die Hauptstadt Armeniens.
- 1837: Einheiten der französischen Armee nehmen Stadt und Festung des algerischen Constantine ein.
- 1833: In der Schweiz vereinigen sich Schwyz und der von ihm 1832 abgefallene Kanton Schwyz äusseres Land auf der Basis einer neuen Verfassung wieder.
- 1909: der anarchistische Reformpädagoge Francesc Ferrer i Guàrdia wird in Barcelona hingerichtet, was weltweite Massenproteste auslöst.
- 1912: In Hoyerswerda wird die Domowina als Dachverband der Lausitzer Sorben gegründet.
- 1918: In der Schweiz wird eine Volksinitiative für eine Proporzwahl des Nationalrats angenommen.
- 1923: Im Vorfeld der Ausrufung der Republik wird Ankara zur neuen türkischen Hauptstadt erklärt.
- 1943: Zweiter Weltkrieg: Italien unter dem neuen Premierminister Pietro Badoglio erklärt dem Deutschen Reich den Krieg.
- 1945: In Würzburg wird die CSU gegründet.
- 1946: Die Verfassung der vierten französischen Republik wird in einer Volksabstimmung angenommen.
- 1965: Im Kongo entlässt Präsident Joseph Kasavubu den Premierminister Moïse Tschombé und beruft Évariste Kimba zum Nachfolger.
- 1970: Das Hessische Datenschutzgesetz tritt als erstes Datenschutzgesetz der Welt in Kraft.

1977: Route der entführten Landshut

- 1977: Die Lufthansamaschine Landshut von Palma nach Frankfurt wird vom palästinensischen Terrorkommando Martyr Halimeh in den Nahen Osten entführt. Die Entführung dauert bis zur Befreiungsaktion durch die GSG9 am 18. Oktober.
- 1980: Die ersten deutschen Greenpeace-Aktivisten blockieren ein Verklappungsschiff, das Giftmüll im Meer entleeren soll.
- 1980: Erich Honecker trägt als Staatsratsvorsitzender der DDR die Geraer Forderungen vor: Die Bundesrepublik Deutschland soll die Elbgrenze in der Strommitte akzeptieren, die Erfassungsstelle für Gewaltverbrechen der DDR in Salzgitter auflösen, die DDR-Staatsbürgerschaft respektieren und die Ständigen Vertretungen in Botschaften umwandeln. Die Forderungen bleiben unerfüllt.
- 1991: In Bulgarien finden die ersten Parlamentswahlen nach der neuen Verfassung statt.
- 1998: An der östlichen Kante des Filchner-Ronne-Schelfeises in der Antarktis bricht ein großer Tafeleisberg, A-38, ab.
- 1999: Der US-Senat lehnt die Ratifizierung des Kernwaffenteststopp-Vertrages ab.

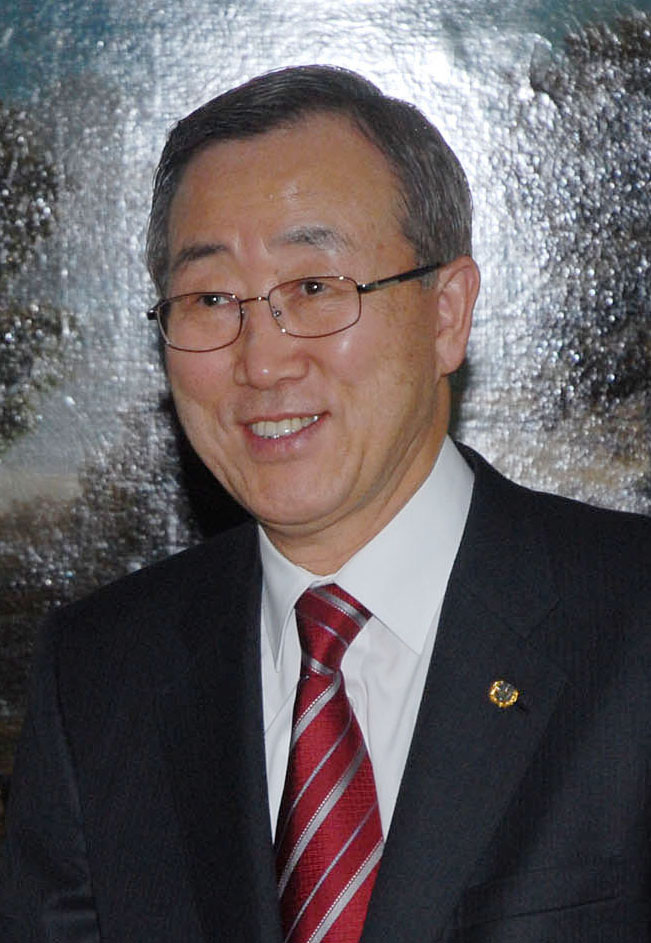
2006: Ban Ki-moon

- 2006: Die Generalversammlung der Vereinten Nationen wählt den südkoreanischen Außenminister Ban Ki-moon zu ihrem neuen Generalsekretär. Er tritt sein Amt am 1. Januar 2007 an.
- 2010: Die beim Grubenunglück von San José in der Tiefe eingeschlossenen 33 Minenarbeiter können gerettet werden.

### Wirtschaft
- 1908: Fritz Haber meldet ein „Verfahren zur synthetischen Darstellung von Ammoniak aus den Elementen“, Grundlage des bahnbrechenden Haber-Bosch-Verfahrens, zum Patent an.
- 1914: Der US-amerikanische Erfinder Garrett Morgan erhält ein Patent auf die Gasmaske.
- 1948: In einer geplanten Aktion fährt der Bergmann Adolf Hennecke im sächsischen Steinkohlenwerk Karl Liebknecht eine Hochleistungsschicht, bei der er die Arbeitsnorm mit 387 % übererfüllt. Der 13. Oktober wird in der DDR daraufhin zum Tag der Aktivisten.
- 2008: Im Rahmen des international koordinierten Aktionsplans zur Entschärfung der Finanzkrise beschließen europäische Regierungen zu Beginn der neuen Börsenwoche, den nationalen Finanzinstituten mit mehr als 1 Billion Euro unter die Arme zu greifen. Weltweit reagieren fast alle Börsen mit starken Zuwächsen auf die Aktionen von Regierungen und Notenbanken. So kann der DAX mit einem Plus von 11,4 % den höchsten prozentualen Tagesanstieg seiner Geschichte aufweisen und die Hälfte der Verluste der Vorwoche wieder gutmachen, der Dow Jones mit einem Plus von 936,42 Zählern und dem damit höchsten Punktegewinn seiner Geschichte schließen.

### Wissenschaft und Technik
- 1773: Charles Messier entdeckt die Spiralgalaxie M 51, inzwischen auch Whirlpool-Galaxie genannt.

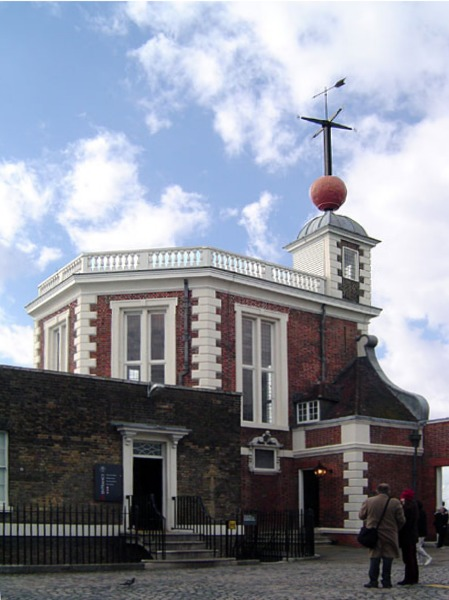
1884:
Das Royal Greenwich Observatory

- 1806: In Berlin wird die Preußisch-Königliche Blindenanstalt unter Leitung von Johann August Zeune eröffnet – Deutschlands erste Blindenschule.
- 1884: Die Internationale Meridiankonferenz in Washington, D.C. legt den Nullmeridian auf die Sternwarte in Greenwich. Protagonist ist Sir Sandford Fleming.
- 1885: In Atlanta wird das Georgia Institute of Technology gegründet.
- 1930: Major Nello Marinelli fliegt mit einem von Corradino D’Ascanio konstruierten Koaxialhubschrauber 1078 m weit, was einen Weltrekord darstellt.
- 1930: Das Frachtflugzeug Junkers Ju 52/1m, das als „Fliegender Möbelwagen“ bekannt werden wird, absolviert seinen Erstflug.

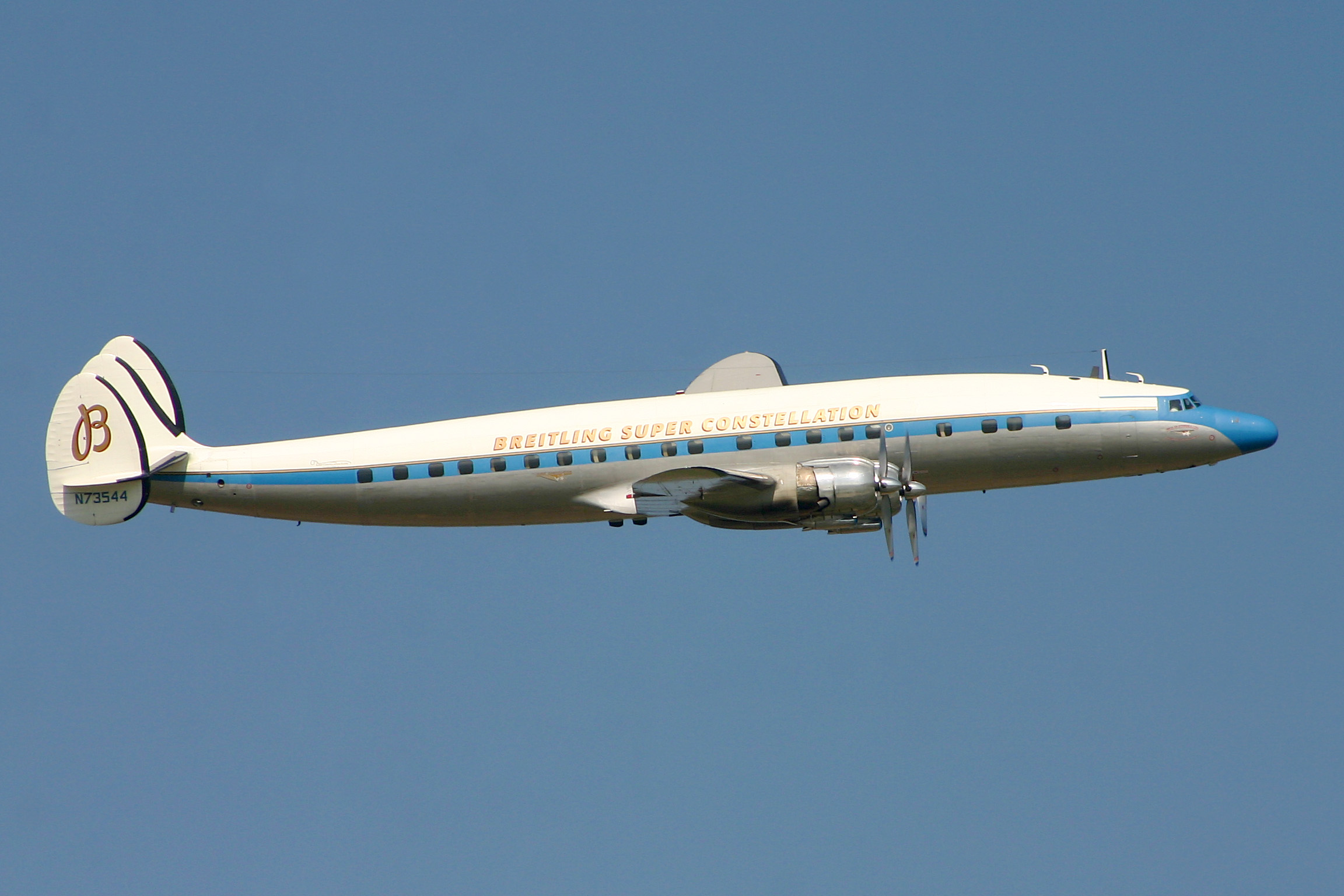
1950: Lockheed Super Constellation

- 1950: Die Lockheed Super Constellation, ein viermotoriges Propellerflugzeug, absolviert ihren Erstflug.
- 1959: Die USA starten mit einer Juno-II-Rakete den Satelliten Explorer 7 zur Erforschung der kosmischen Strahlung.
- 1961: Verkehrspsychologe Karl Peglau reicht in Berlin seinen Vorschlag für das „Ost-Ampelmännchen“ ein.
- 1983: In Chicago findet das weltweit erste private Gespräch über ein Mobiltelefon statt, nachdem der Advanced Mobile Phone Service freigeschaltet wird.
- 1994: Das Web-Archiv American Memory, das von der Library of Congress betreut wird, geht ans Netz.
- 1994: Die erste Version des Netscape Navigator wird veröffentlicht.
- 2006: Im Rahmen der Exzellenzinitiative werden die TU München, die Ludwig-Maximilians-Universität München und die Universität Karlsruhe als erste deutsche Eliteuniversitäten ausgezeichnet.

### Kultur
- 1792: Der Grundstein zum Weißen Haus wird gelegt.
- 1830: Die Uraufführung der komischen Oper Der Gott und die Bajadere von Daniel-François-Esprit Auber findet an der Opéra-Comique in Paris statt.
- 1836: Die Uraufführung der Oper Le postillon de Lonjumeau (Der Postillon von Lonjumeau) von Adolphe Adam findet in Paris statt.
- 1847: Die Uraufführung der Oper Konradin von Ferdinand Hiller findet in Dresden statt.
- 1872: Das Finnische Nationaltheater wird in Pori ins Leben gerufen.
- 1924: Die Stummfilmkomödie The Navigator (Der Navigator) von Buster Keaton kommt in die amerikanischen Kinos. Sie wird eine der erfolgreichsten Produktionen Keatons und verschafft ihm den Durchbruch zu den beliebtesten Komikern seiner Zeit.
- 1927: Das Schauspiel Schinderhannes von Carl Zuckmayer wird uraufgeführt.
- 1956: In der deutschen Zeitschrift Quick erscheint die erste Folge von Loriots Der gute Ton.
- 1962: Die Uraufführung des Dramas Wer hat Angst vor Virginia Woolf? von Edward Albee findet in New York City statt.
- 1962: In Deutschland wird die erste Folge der US-amerikanischen Fernsehserie Bonanza von der ARD ausgestrahlt.

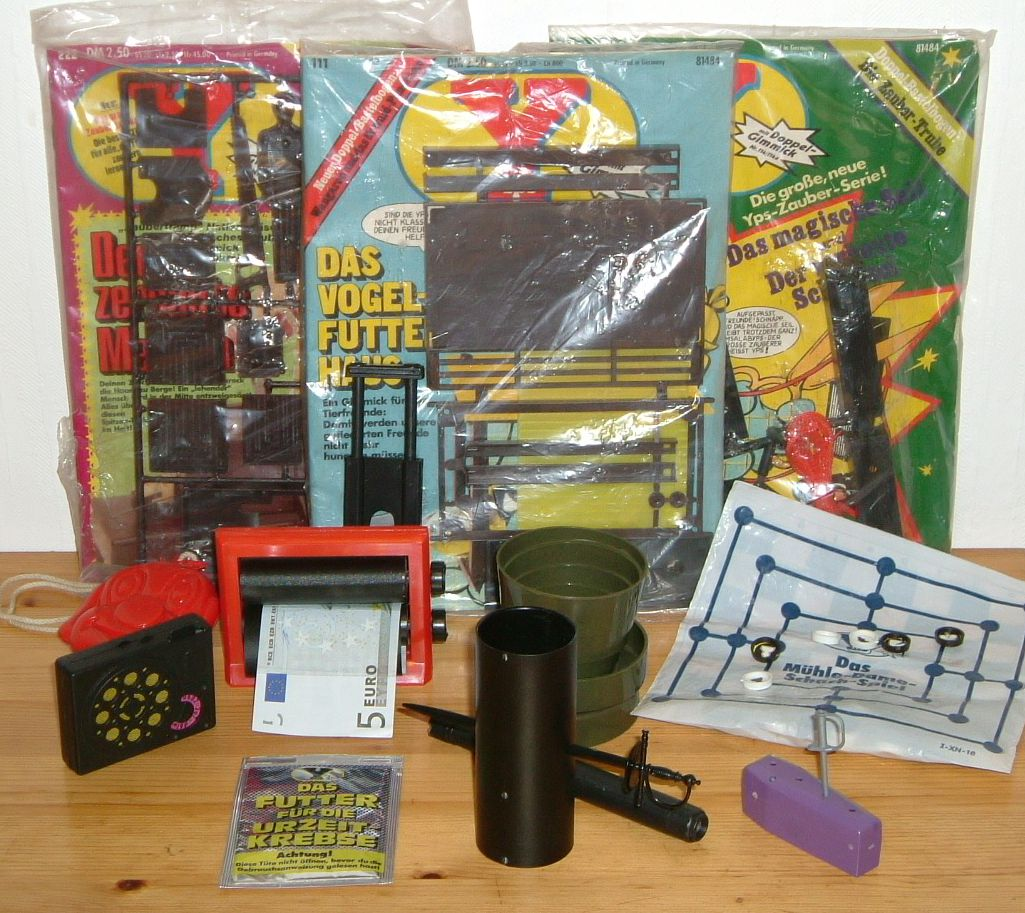
Ab 1975: Verschiedene YPS-Gimmicks

- 1975: In Deutschland erscheint die erste regelmäßige Ausgabe des Comic-Magazins Yps. Besondere Beliebtheit erreicht das Heft aufgrund des jedem Heft beigelegten Gimmicks, oft ein Spielzeug, was es in den ersten Jahrzehnten seines Erscheinens von anderen Comic-Magazinen für Jugendliche abhebt.

### Gesellschaft
- 1761: Der Tuchhändler Jean Calas findet im eigenen Haus in Toulouse seinen ältesten Sohn erhängt auf. Man verdächtigt den Vater jedoch des Mordes, für den er später hingerichtet wird. Voltaire greift den Justizirrtum 1763 auf.
- 1916: In Dresden wird eine Katzensteuer eingeführt: die Abgabe beträgt für die erste Katze pro Jahr 5 Mark, für die zweite 10 Mark und für jede weitere 15 Mark.

### Religion
- 1014: Die Gebeine des Hl. Koloman werden in der Stiftskirche zu Melk bestattet.
- 1282: Tod Nichirens, eines der wichtigsten Lehrmeister des japanischen Buddhismus. Gemäß gregorianischem Kalender wird auch der 14. November als Todestag genannt, von Nichiren-Buddhisten wird jedoch, auch im westlichen Kalender, meist der 13. Oktober befolgt.
- 1534: Das Konklave wählt Alessandro Farnese zum Papst, der den Namen Paul III. annimmt.
- 1571: Die Emder Synode endet mit Beschlüssen über Grundsätze für Ämter in der Ortskirche und die synodale Struktur der Reformierten Kirche sowie dem Unterzeichnen einer künftigen Kirchenordnung durch die Teilnehmer.
- 1781: Josephinismus: Mit dem Toleranzpatent hebt Joseph II. im Erzherzogtum Österreich das Glaubensmonopol der Katholischen Kirche auf.
- 1836: Pastor Theodor Fliedner gründet in Kaiserswerth das erste Diakonissenhaus der Neuzeit.
- 1843: Die jüdische Organisation B’nai B’rith wird zur Aufklärung über das Judentum und zur Erziehung innerhalb des Judentums gegründet.
- 1917: Zur Mittagszeit erscheint die Jungfrau Maria im portugiesischen Fátima zum letzten Mal den drei Schäferkindern Jacinta Marto, Francisco Marto und Lúcia dos Santos. Es findet in Anwesenheit von Zehntausenden von Menschen das Sonnenwunder statt.

### Katastrophen
- 1898: Das britische Passagierschiff Mohegan rammt vor der Küste von Cornwall ein Riff und sinkt innerhalb von zwölf Minuten. 106 Menschen sterben. Es handelt sich um das größte Unglück in der Geschichte der Atlantic Transport Line.
- 1972: Beim Absturz einer Iljuschin Il-62 der sowjetischen Aeroflot bei Moskau kommen alle 176 Menschen an Bord ums Leben.
- 1972: In den Anden im Grenzgebiet zwischen Argentinien und Chile stürzt der Uruguayan-Air-Force-Flug 571 mit 45 Insassen, darunter eine Rugbymannschaft, in 4.000 Metern Höhe ab. 16 Überlebende werden nach 72 Tagen gerettet. Das Unglück wird 1993 unter dem Titel Überleben! verfilmt.

Kleinere Unglücksfälle sind in den Unterartikeln von Katastrophe und in der Liste von Katastrophen aufgeführt.

### Sport
- 1963: Im bayerisch-schwäbischen Bobingen findet der erste Volkslauf in Deutschland statt. 1.654 Teilnehmer sind sportlich im Naturpark Augsburg – Westliche Wälder unterwegs.

Einträge von Leichtathletik-Weltrekorden befinden sich unter der jeweiligen Disziplin unter Leichtathletik.

## Geboren

### Vor dem 17. Jahrhundert
- 1381: Thomas Fitzalan, englischer Adeliger
- 1453: Edward of Westminster, Prince of Wales und Herzog von Cornwall
- 1474: Mariotto Albertinelli, italienischer Maler

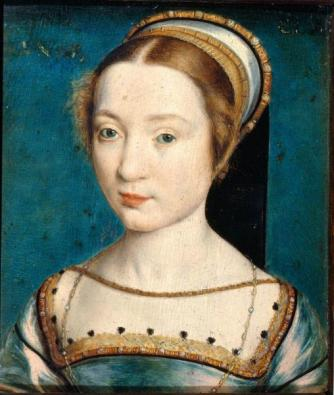
Claude von Frankreich (* 1499)

- 1499: Claude de France, Prinzessin von Frankreich, Frau von König Franz I.
- 1563: Franz von Carácciolo, Ordensstifter, Namenspatron am 4. Juni
- 1592: Christian Gueintz, Pädagoge und Sprachgelehrter
- 1593: Sixtinus Amama, niederländischer Theologe und Orientalist
- 1597: Otto Ludwig von Salm-Kyrburg-Mörchingen, schwedischer General

### 17. und 18. Jahrhundert

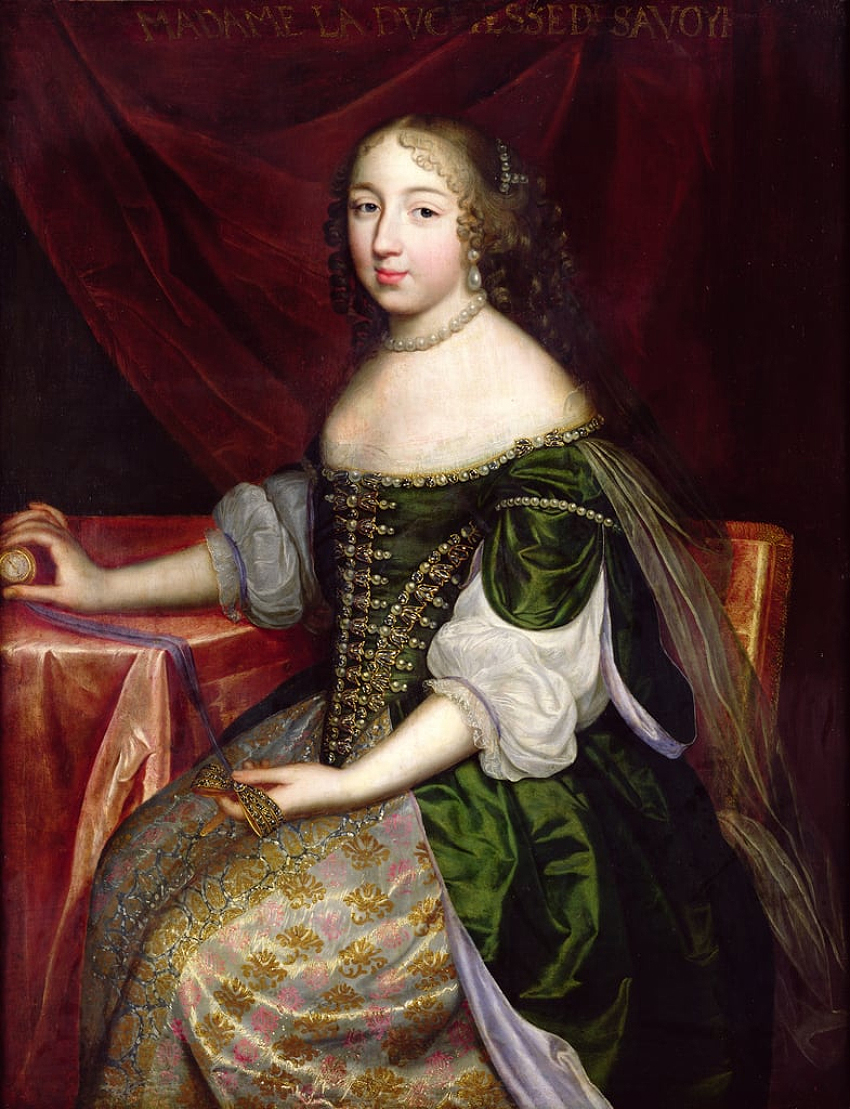
Françoise Madeleine d’Orléans (* 1648)

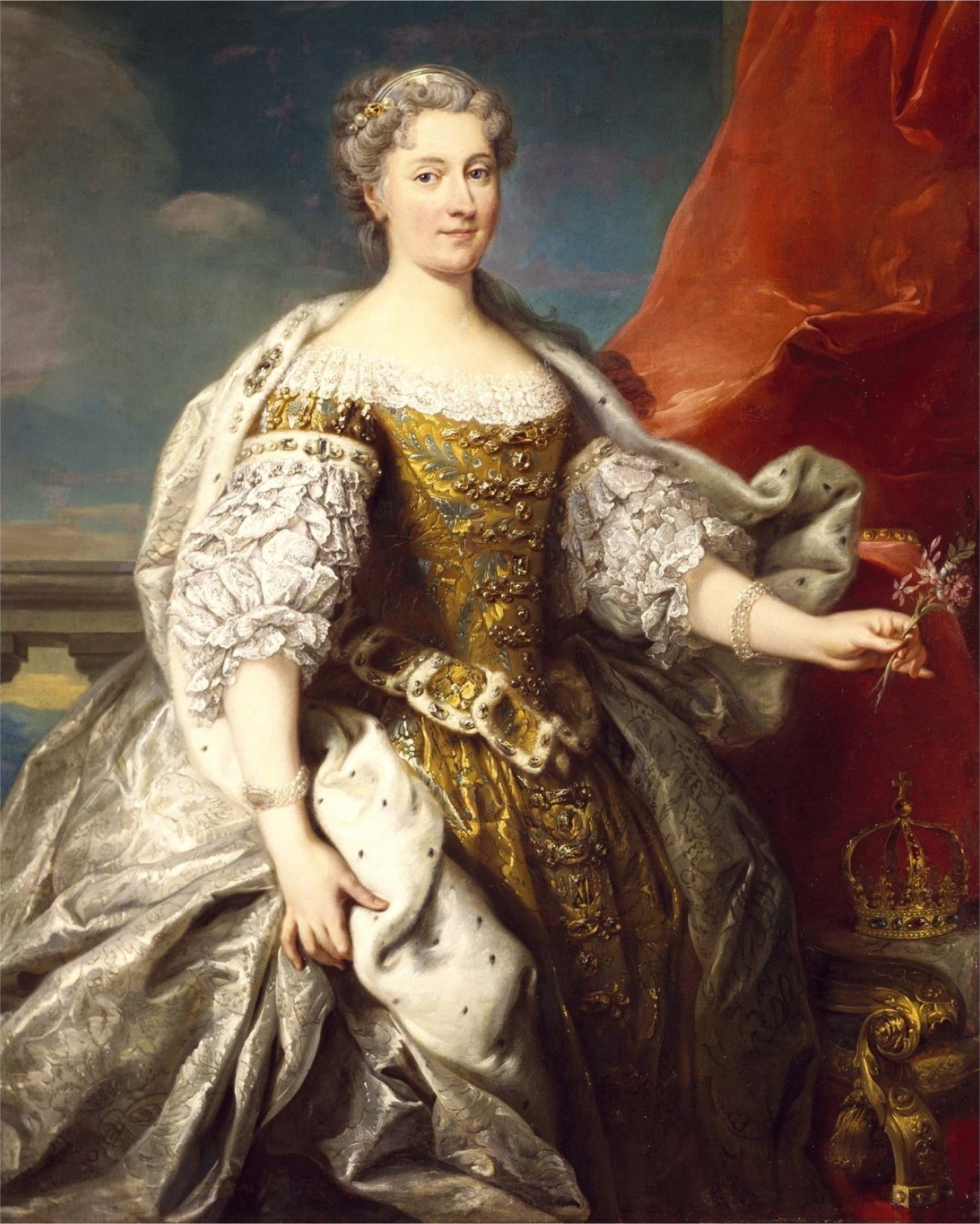
Katharina Opalińska (* 1680)

- 1612: Gottfried Fibig, deutscher Rechtswissenschaftler
- 1613: Karl Ferdinand Wasa, Herzog von Oppeln und Ratibor, Fürstbischof von Breslau
- 1641: Gertraud Moller, deutsche Dichterin des Barock
- 1648: Françoise Madeleine d’Orléans, Herzogin von Savoyen
- 1676: Michael Apafi II., Fürst von Siebenbürgen
- 1679: Magdalena Augusta von Anhalt-Zerbst, Herzogin von Sachsen-Gotha-Altenburg
- 1680: Katharina Opalińska, Königin von Polen und Herzogin von Lothringen
- 1693: Simon Troger, bayerischer Elfenbeinschnitzer
- 1695: Louis François Anne de Neufville, duc de Villeroy, Pair von Frankreich
- 1698: Giacomo Ceruti, italienischer Maler
- 1708: Friedrich von Hessen-Darmstadt, Prinz von Hessen-Darmstadt und russischer General
- 1710: Anna Charlotte Amalie von Nassau-Dietz-Oranien, Mutter des ersten Großherzogs von Baden
- 1713: Allan Ramsay, schottischer Maler
- 1713: Heinrich Gottfried Haferung, deutscher lutherischer Theologe
- 1717: John Armstrong, US-amerikanischer Bauingenieur, Generalmajor und Politiker
- 1719: Maurizio Pedetti, italienischer Architekt
- 1734: Maciej Kamieński, polnischer Komponist
- 1734: William Small, schottischer Aufklärer und Mitbegründer der Lunar Society
- 1739: Christian Friedrich von Jäger, deutscher Mediziner und Forscher
- 1748: Johann Dominicus Fiorillo, deutscher Maler und Kunsthistoriker
- 1749: Christoph Casimir Lerche, Generalstabsarzt und Leibarzt des russischen Kaisers Alexander I.
- 1752: Johann Carl Christian Fischer, deutscher Komponist und Musiker
- 1757: Franz Aglietti, italienischer Arzt
- 1766: Louis de Salgues de Lescure, Anführer der Aufständischen während des Vendée-Aufstands
- 1768: Jacques Félix Emmanuel Hamelin, französischer Admiral
- 1771: Gotthelf Fischer von Waldheim, deutscher Zoologe und Geologe
- 1776: Peter Barlow, britischer Mathematiker und Physiker
- 1785: Maria Anna Amalie von Hessen-Homburg, Frau von Friedrich Wilhelm Karl von Preußen
- 1786: Adrianus Catharinus Holtius, niederländischer Rechtswissenschaftler
- 1794: Josef Annegarn, deutscher Theologe, Pädagoge und Professor
- 1794: Anselm Hüttenbrenner, österreichischer Komponist und Musikkritiker
- 1797: George Anson, britischer General
- 1798: Franz Hessler, deutscher Arzt, Indologe und Übersetzer

### 19. Jahrhundert

#### 1801–1850
- 1806: Otto Unverdorben, deutscher Kaufmann und Apotheker, Entdecker des Farbstoffs Anilin
- 1807: Hans Conon von der Gabelentz, deutscher Sprachforscher
- 1812: Franz Rieger, deutscher Orgelbaumeister und Unternehmer
- 1816: Benjamin H. Brewster, US-amerikanischer Politiker
- 1818: Louis Appia, Schweizer Chirurg, Mitbegründer des Roten Kreuzes
- 1821: Oscar Byström, schwedischer Komponist
- 1821: Rudolf Virchow, deutscher Arzt, Begründer der modernen Pathologie
- 1822: Carl Martin Reinthaler, deutscher Komponist, Dirigent und Leiter des Domchors in Bremen
- 1823: Franz Erwein, österreichischer Politiker
- 1827ː Adelheid Dietrich, deutsche Malerin
- 1828: Johanna Wagner, deutsche Opernsängerin
- 1829: Clara Henriette Marie Stöckhardt, deutsche Malerin
- 1830: Georg Kruse, deutscher Schauspieler und Schriftsteller
- 1835: Agnes von Württemberg, deutsche Fürstin und Schriftstellerin
- 1843: Otto Lueger, deutscher Professor der Wasserbautechnik
- 1843: Friedrich Matz der Ältere, deutscher Archäologe
- 1846: Giulia Salzano, italienische Ordensschwester, Gründerin der Suore Catechiste del Sacro Cuore

#### 1851–1900

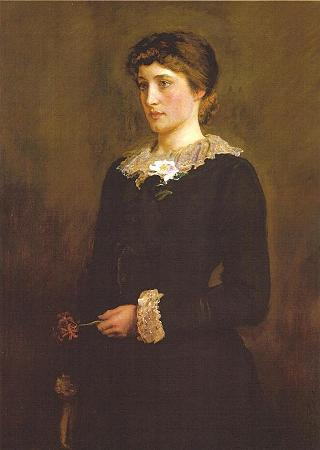
Lillie Langtry (* 1853)
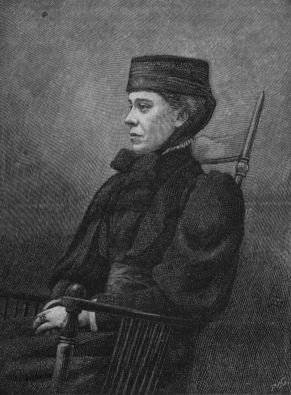
Mary Kingsley (* 1862)
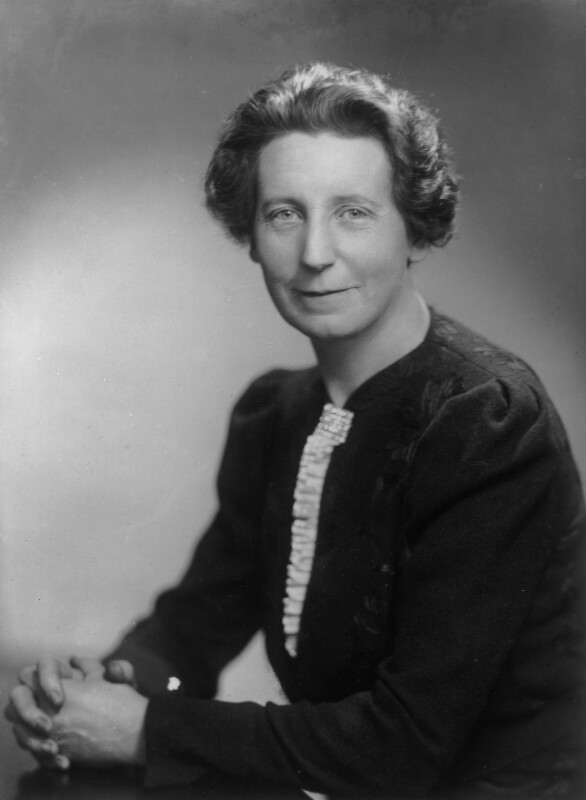
Florence Horsbrugh (* 1889)

- 1852: Eduard Robert Flegel, deutscher Afrikareisender
- 1853: Lillie Langtry, britische Schauspielerin, Kurtisane und Mätresse von König Eduard VII. von Großbritannien
- 1854: Eckart von Bonin, deutscher Landrat, Rittergutsbesitzer und Mitglied des Deutschen Reichstags
- 1854: Gerhard Rauschen, deutscher Kirchenhistoriker und Patrologe
- 1856: Ludwig Herterich, deutscher Maler
- 1858: Heinrich Christian Graf von Attems-Heiligenkreuz, österreichische K.u.K. Landespräsident im Herzogtum Krain und Geheimer Rat
- 1862: John Rogers Commons, US-amerikanischer Ökonom und Soziologe
- 1862: Mary Kingsley, britische Forschungsreisende
- 1866: Georg Groddeck, deutscher Arzt, Schriftsteller und Wegbereiter der Psychosomatik
- 1867: Pierre Bonnard, französischer Maler
- 1867: Ramón Maximiliano Valdés, panamamesischer Staatspräsident
- 1868: Carl August Graf von Attems-Petzenstein, österreichischer Zoologe
- 1870: Ben W. Hooper, US-amerikanischer Politiker
- 1873: Joseph Arneth, deutscher Mediziner
- 1873: Karl Billmaier, badischer Verwaltungsbeamter
- 1873: Auguste Papendieck, deutsche Töpferin
- 1877: Theodore Gilmore Bilbo, US-amerikanischer Politiker
- 1878: Josef Keil, österreichischer Historiker, Epigraphiker und Archäologe
- 1878: Bernhard Schädel, deutscher Romanist, Hispanist, Italianist und Katalanist
- 1878: Stepan Schahumjan, armenischer Arbeiterführer und Politiker
- 1879: Peter van Anrooy, niederländischer Komponist und Dirigent
- 1881: Eugénie Cotton, französische Naturwissenschaftlerin und internationale Frauenpolitikerin
- 1883: Elisabeth Frerichs, deutsche Politikerin
- 1883ː Dora Friese, deutsche Dompteuse
- 1884: Antonio Mediz Bolio, mexikanischer Schriftsteller, Journalist und Politiker
- 1886: Karl Arndt, deutscher Politiker und Gewerkschafter
- 1886: Maurice Rost, französischer Automobilrennfahrer und Flieger
- 1886: Ben Stom, niederländischer Fußballspieler
- 1887: Jozef Tiso, slowakischer Theologe und Staatspräsident
- 1888ː Gertrude Zeisler, österreichische Briefeschreiberin, Opfer des Holocaust
- 1889: Florence Horsbrugh, Baroness Horsbrugh, britische Politikerin
- 1890: Gösta Nystroem, schwedischer Komponist und Maler
- 1891: Irene Rich, US-amerikanische Schauspielerin
- 1893: Flora Klee-Palyi, deutsch-ungarische Holzschneiderin und Illustratorin, Übersetzerin und Herausgeberin französischer Dichtung
- 1893: Else Peerenboom-Missong, deutsche Volkswirtin und Politikerin, MdR
- 1893: Hans Severus Ziegler, deutscher Publizist und Intendant, Lehrer und Politiker
- 1894: Rachel Blodgett Adams, US-amerikanische Mathematikerin
- 1895: Kurt Ernst Carl Schumacher, deutscher Politiker
- 1895: Robert Wagner, deutscher Politiker
- 1896: Hans Lewy, deutscher Automobilrennfahrer
- 1897: Walter Frevert, deutscher Forstmann und Jagdschriftsteller
- 1897: Renée Stobrawa, deutsche Schauspielerin
- 1899: Hermann von Borries, ein deutscher Offizier
- 1899: Piero Dusio, italienischer Fußballspieler und -funktionär, Automobilrennfahrer und Geschäftsmann
- 1899: Charlotte Giebelmann, deutsche Eiskunstlauftrainerin, Eiskunstläuferin
- 1899: Marcelle de Manziarly, französisch-russische Komponistin und Pianistin
- 1900: Ghislaine Dommanget, monegassische Adelige, französische Schauspielerin
- 1900: Athuel Velázquez, uruguayischer Fußballtrainer

### 20. Jahrhundert

#### 1901–1925
- 1901: Irja Browallius, schwedische Autorin
- 1901: Paolo Dezza, italienischer Ordensgeneral und Kardinal
- 1901: Hilde Ferber, deutsche Künstlerin
- 1902: Luther H. Evans, US-amerikanischer Politikwissenschaftler
- 1903: James Purdon Lewes Thomas, 1. Viscount Cilcennin, britischer Politiker und Erster Lord der Admiralität
- 1904: Jutta Hecker, deutsche Schriftstellerin
- 1905: Egon Kemény, ungarischer Komponist
- 1906: Fritz Benscher, deutscher Schauspieler, Quizmaster, Moderator, Hörspielsprecher und -regisseur
- 1906: Milo Cipra, bosnisch-kroatischer Komponist und Hochschullehrer
- 1906: Klára Herczeg, ungarische Bildhauerin
- 1906: Karl Holzamer, deutscher Philosoph, Erster Intendant des ZDF
- 1907: Herbert Kelletat, deutscher Musiker, Musikwissenschaftler, Organist, Autor und Chorleiter
- 1908: Enrique de Marchena y Dujarric, dominikanischer Komponist und Diplomat
- 1909: Carlo Bernari, italienischer Schriftsteller und Journalist
- 1909: Art Tatum, US-amerikanischer Jazz-Musiker
- 1910: Otto Joachim, deutsch-kanadischer Komponist
- 1910: Claudia Baccarini, italienische Altersrekordlerin
- 1911: Migjeni, albanischer Dichter
- 1911: André Navarra, französischer Cellist
- 1912: Thomas Doe, US-amerikanischer Bobfahrer
- 1912: Hugo Weisgall, US-amerikanischer Komponist und Dirigent
- 1912: Cornel Wilde, US-amerikanischer Filmregisseur und Schauspieler
- 1915: Terry Frost, britischer Künstler
- 1916: Galina Sergejewna Schatalowa, russische Neurochirurgin
- 1917: Laraine Day, US-amerikanische Schauspielerin und Fernsehmoderatorin
- 1917: Hugo Lindo, salvadorianischer Schriftsteller, Diplomat und Politiker
- 1917: Maria Opitz-Döllinger, deutsche Politikerin
- 1918: Jack MacGowran, irischer Schauspieler
- 1918: Colin Pittendrigh, US-amerikanischer Biologe, Mitbegründer der Chronobiologie
- 1918: Robert Walker, US-amerikanischer Filmschauspieler
- 1919: Hans Hermann Groër, österreichischer Bischof und Kardinal
- 1919: Ilse Reil, deutsche Blockflötistin
- 1920: Ingeborg Bausenwein, deutsche Leichtathletin und Ärztin
- 1921: Jaroslav Juhan, guatemaltekischer Automobilrennfahrer
- 1921: Yves Montand, französischer Schauspieler und Chansonnier
- 1922: Gilberto Mendes, brasilianischer Komponist
- 1923: Inger Jacobsen, norwegische Sängerin und Schauspielerin
- 1924: Terry Gibbs, US-amerikanischer Jazz-Vibraphonist
- 1924: Ernan McMullin, irisch-US-amerikanischer Philosoph und Wissenschaftstheoretiker
- 1924: Roberto Eduardo Viola, argentinischer Militär und De-facto-Präsident
- 1925: Lenny Bruce, US-amerikanischer Stand-up-Comedian und Satiriker
- 1925: Dora Dunkl, deutsch-österreichische Schriftstellerin

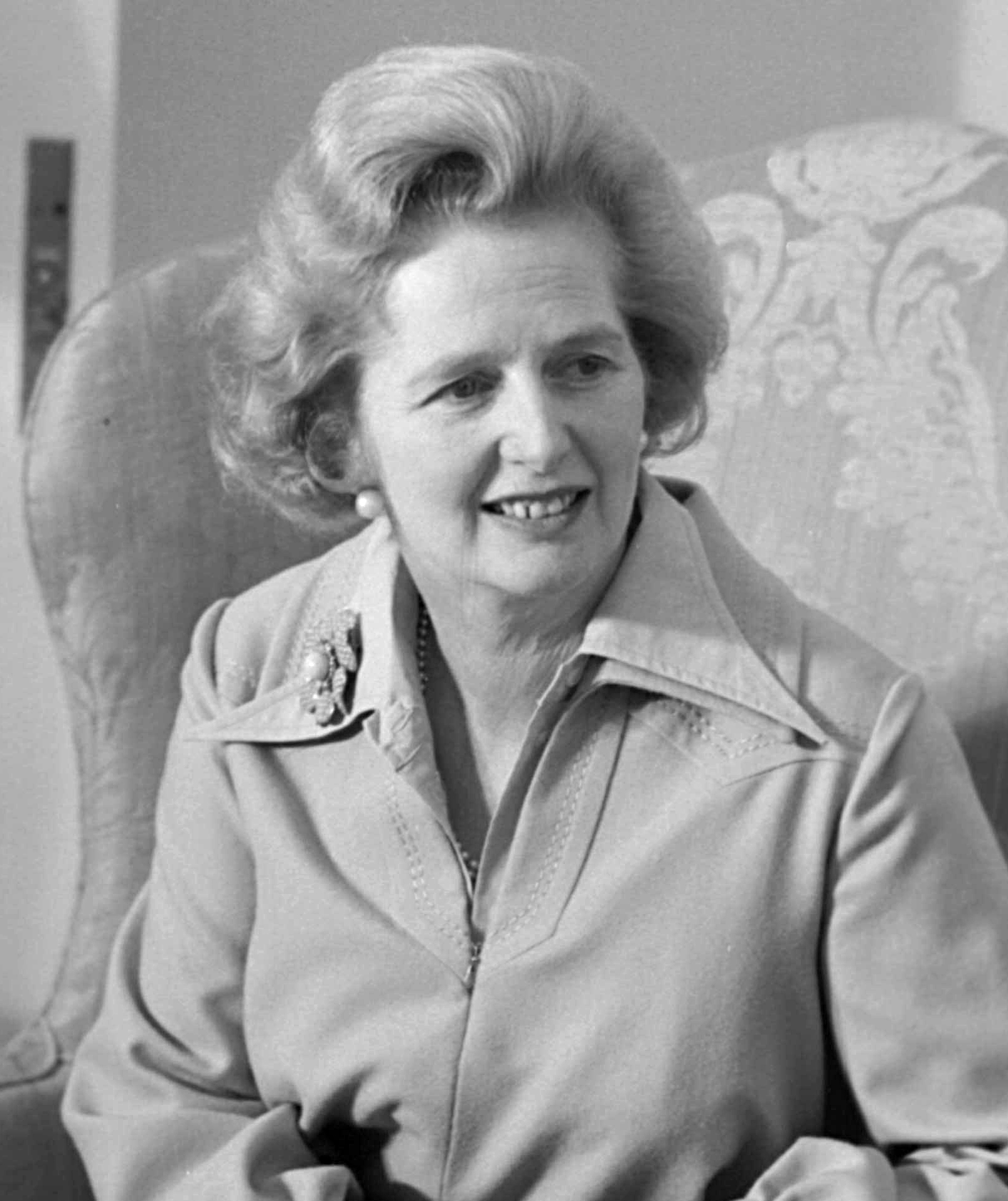
Margaret Thatcher (* 1925)

- 1925: Margaret Thatcher, britische Chemikerin, Anwältin und Politikerin, erste Premierministerin des Vereinigten Königreichs

#### 1926–1950
- 1926: Ray Brown, US-amerikanischer Jazz-Bassist
- 1926: Martin Ťapák, slowakischer Schauspieler, Regisseur, Drehbuchautor und Choreograph
- 1927: Rosemarie Isopp, österreichische Radiomoderatorin (ORF)
- 1927: Anita Kerr, US-amerikanische Sängerin, Arrangeurin, Komponistin, Dirigentin, Pianistin und Musikproduzentin
- 1927: Lee Konitz, US-amerikanischer Jazzmusiker
- 1927: Turgut Özal, türkischer Politiker
- 1928: Hedy Salquin, Schweizer Dirigentin, Pianistin, Malerin und Dichterin
- 1929: Luis Feito, spanischer Maler
- 1929: Kevin Hallett, australischer Schwimmer
- 1929: Wolfgang Klähn, deutscher Maler
- 1929: Paul Locht, dänischer Ruderer und Handballspieler
- 1929: Paquita Rico, spanische Copla-Sängerin und Schauspielerin
- 1930: Rudolf Schenda, deutsch-schweizerischer Volkskundler und Erzählforscher

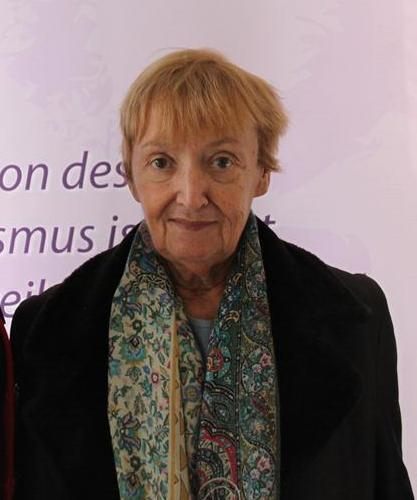
Christine Nöstlinger (* 1936)

- 1931: Dritëro Agolli, albanischer Schriftsteller und Publizist
- 1931: Raymond Kopa, französischer Fußballspieler
- 1932: Dušan Makavejev, jugoslawischer Filmregisseur
- 1934: Alain Margoni, französischer Komponist
- 1934: Nana Mouskouri, griechische Sängerin
- 1934: Dieter Wien, deutscher Schauspieler
- 1936: Shlomo Aronson, israelischer Historiker
- 1936: Elizabeth Furse, US-amerikanische Politikerin
- 1936: Hans Joachim Meyer, deutscher Politiker, Minister für Bildung und Wissenschaft der DDR
- 1936: Christine Nöstlinger, österreichische Schriftstellerin
- 1936: Peter Schneck, deutscher Medizinhistoriker
- 1937: Heide Degen, hessische Politikerin, MdL
- 1937: Rudolf Seiters, deutscher Bundesminister
- 1938: Christel Bodenstein, deutsche Schauspielerin
- 1938: Christiane Hörbiger, österreichische Schauspielerin
- 1938: Dalene Matthee, südafrikanische Schriftstellerin
- 1939: Melinda Dillon, US-amerikanische Schauspielerin
- 1940: Peter Eckardt, deutscher Politiker, MdB
- 1940: Chris Farlowe, britischer Rhythm-and-Blues-Sänger
- 1940: Klaus Lemke, deutscher Film- und Fernsehregisseur
- 1941: Neil Aspinall, britischer Roadmanager und Assistent der Beatles
- 1941: Martin Mayer, deutscher Politiker, MdB
- 1941: Karin Reich, deutsche Mathematikhistorikerin
- 1941: Paul Simon, US-amerikanischer Musiker
- 1942: Jerry Jones, US-amerikanischer Unternehmer
- 1942: Pieter Andreas Kemper, niederländischer Fußballspieler
- 1942: Andreas Laun, österreichischer Ordenspriester und Weihbischof
- 1942: Dieter Stappert, österreichischer Journalist und Teammanager im Motorsport
- 1943: Rick Boyer, US-amerikanischer Schriftsteller
- 1943: Alexander Rauch, deutscher Kunsthistoriker
- 1943: Peter Sauber, Schweizer Automobilrennfahrer und Rennstallbesitzer
- 1943: Erdmute Schmid-Christian, deutsche Schauspielerin
- 1944: Jörg Berger, deutscher Fußballspieler und -trainer
- 1945: Karen Akers, amerikanische Schauspielerin und Sängerin
- 1946: Karl-Heinz Betz, deutscher Biologe und Journalist
- 1946: Max Méreaux, französischer Komponist
- 1946: Jan Lambert Wirix-Speetjens, niederländischer altkatholischer Bischof von Haarlem
- 1946: Ulrich Wutzke, deutscher Geologe, Verleger und Herausgeber
- 1947: Sammy Hagar, US-amerikanischer Sänger und Songschreiber (Van Halen)
- 1947: Robert D. Levin, US-amerikanischer Pianist, Musikpädagoge und -wissenschaftler
- 1947: Hans-Dieter Schmitz, deutscher Handballtrainer und Handballspieler
- 1947: Rafael Villanueva, dominikanischer Dirigent
- 1948: John Ford Coley, US-amerikanischer Sänger (England Dan & John Ford Coley)
- 1948: Nusrat Fateh Ali Khan, pakistanischer Musiker
- 1948: Nina Rotschewa, sowjetische Skilangläuferin
- 1949: Leif Andersson, schwedischer Ringer
- 1949: Daniel Giger, Schweizer Degenfechter
- 1949: Patrick Nève, belgischer Automobilrennfahrer
- 1949: Rick Vito, US-amerikanischer Gitarrist
- 1950: Hans Wilhelm Kristofer Agrell, schwedischer Historiker und Schriftsteller
- 1950: Mayke de Jong, niederländische Historikerin
- 1950: Simon Nicol, britischer Folkrockmusiker
- 1950: Annegret Richter, deutsche Leichtathletin
- 1950: Rolf Rüssmann, deutscher Fußballspieler

#### 1951–1975
- 1951: Michael Hesse, deutscher Kunsthistoriker und Hochschullehrer
- 1952: Michael R. Clifford, US-amerikanischer Astronaut
- 1952: Elisabeth Motschmann, deutsche Politikerin
- 1952: Helmut F. Kaplan, österreichischer Autor, Philosoph, Ethiker
- 1952: John Lone, chinesisch-amerikanischer Schauspieler
- 1952: Henry Padovani, französischer Gitarrist
- 1953: Bertrand Adams, deutscher Politiker
- 1953: Cornelia Römer, deutsche Papyrologin
- 1954: Hans-Jürgen Abromeit, deutscher Theologe und Bischof
- 1954: Josef Böhm, deutscher Politiker
- 1954: Wolfgang Fellner, deutscher Journalist und Medienmacher
- 1954: Monika Kaelin, Schweizer Sängerin und Schauspielerin
- 1954: György Kurtág jun., ungarisch-französischer Komponist und Musikwissenschaftler
- 1954: Silvio Micali, amerikanischer Informatiker
- 1954: Haitham ibn Tariq, Sultan von Oman
- 1954: Mordechai Vanunu, israelischer Ingenieur und Nukleartechniker
- 1955: Detlef Michel, deutscher Leichtathlet
- 1956: Chris Carter, Produzent und Drehbuchautor
- 1957: Christian Köckert, deutscher Politiker, MdL, Landesminister
- 1959: Massimo Bonini, san-marinesischer Fußballspieler
- 1959: Helmut Bußmeyer, deutscher Handballspieler und -trainer
- 1959: Marie Osmond, US-amerikanische Sängerin
- 1959: Robert Jarczyk, deutscher Schauspieler
- 1960: Kurt Estermann, österreichischer Komponist und Organist
- 1960: Pe Werner, deutsche Sängerin
- 1962: Ron Boots, niederländischer Komponist und Musiker
- 1963: Anne Bennent, Schweizer Schauspielerin
- 1963: Thomas Dörflein, deutscher Tierpfleger, Ziehvater des Eisbären Knut
- 1964: Anthony Ademu Adaji, nigerianischer Bischof
- 1964: Attila Egerházi, ungarischer Balletttänzer und Choreograph

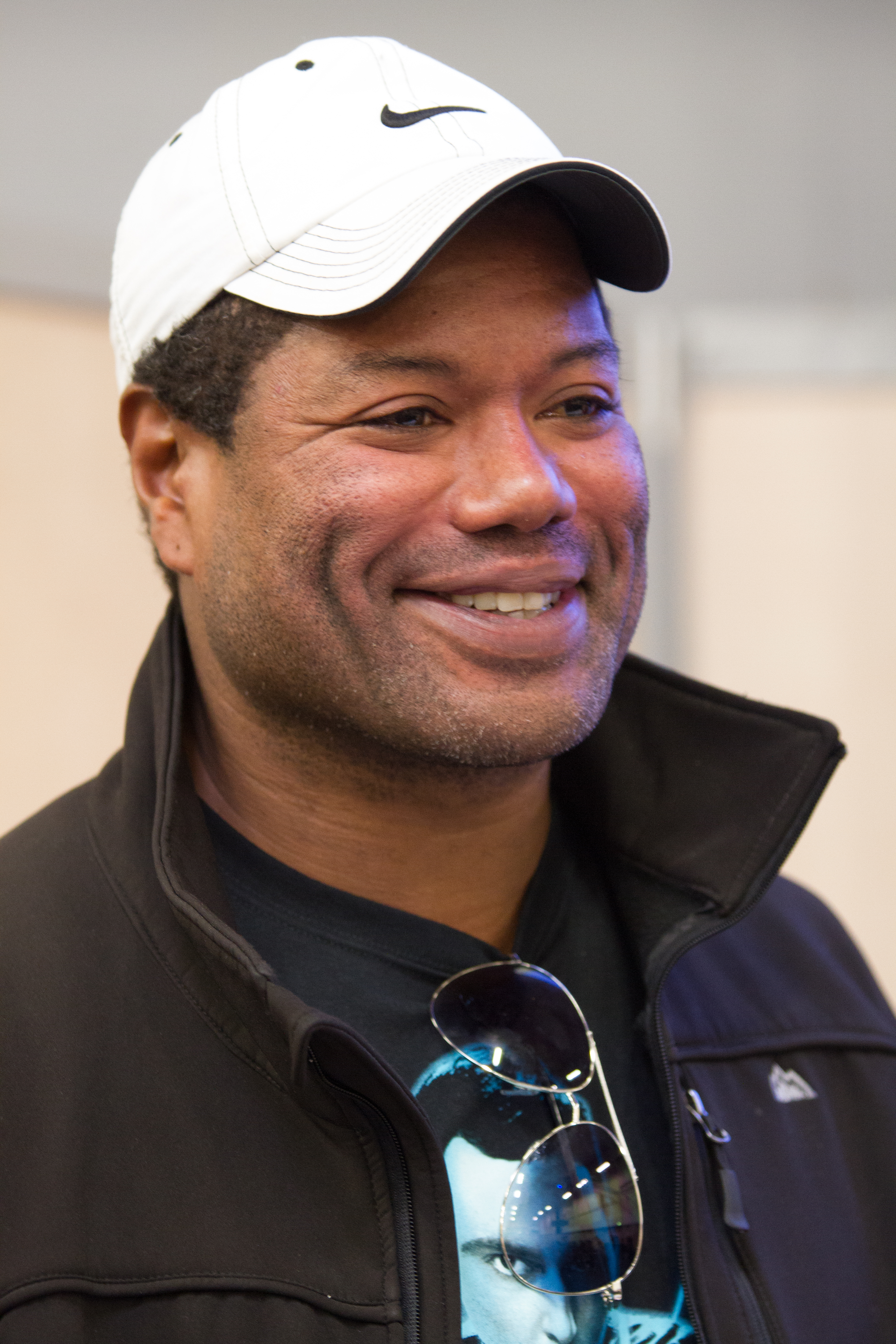
Christopher Judge (* 1964)
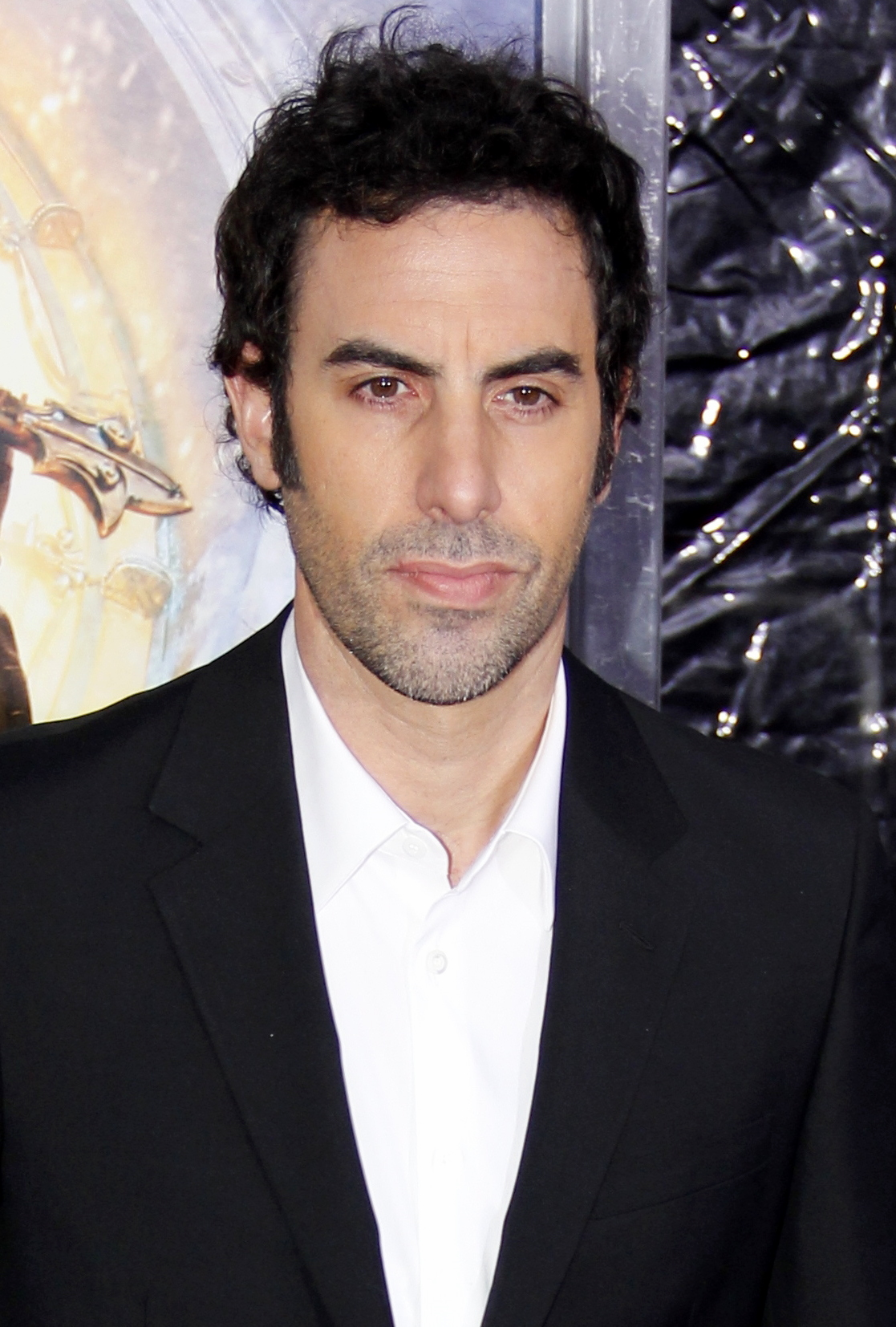
Sacha Baron Cohen (* 1971)
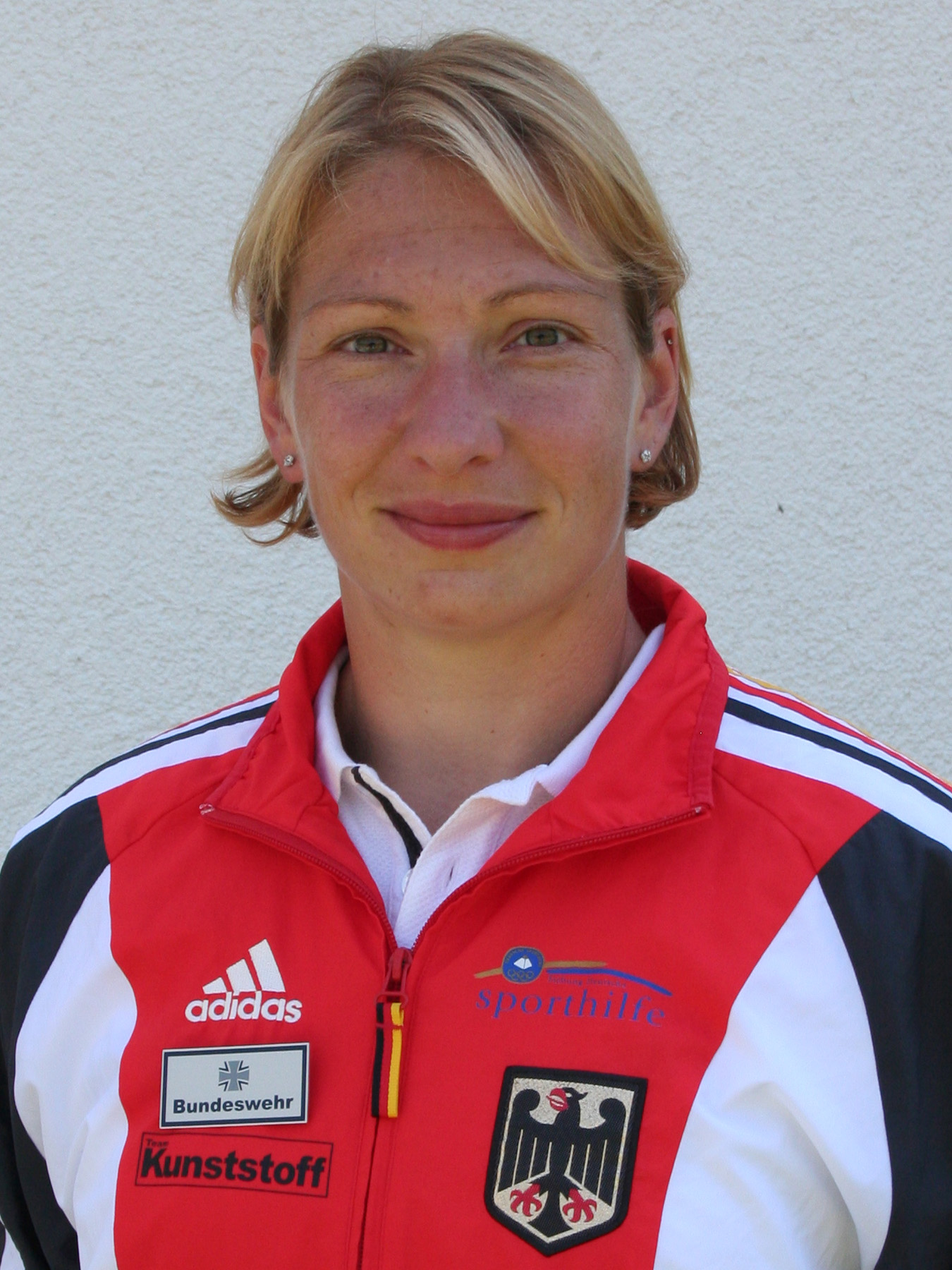
Katrin Wagner (* 1977)

- 1964: Christopher Judge, US-amerikanischer Schauspieler
- 1964: Franz-Josef Deiters, deutsch-australischer Literaturwissenschaftler
- 1965: Johan Museeuw, belgischer Radrennfahrer
- 1965: Marko Prezelj, slowenischer Bergsteiger
- 1966: Baja Mali Knindža, serbischer Sänger
- 1966: Robert Seeliger, kanadischer Fernseh-Schauspieler
- 1967: Cornelia Anken, deutsche Autorin
- 1967: Bruno Kramm, deutscher Musiker und Produzent
- 1967: Javier Sotomayor, kubanischer Hochspringer
- 1967: Kate Walsh, US-amerikanische Schauspielerin
- 1968: Tisha Campbell-Martin, US-amerikanische Schauspielerin
- 1968: Yvonne Hasler, liechtensteinische Leichtathletin
- 1968: Lydia Kahmke, deutsch-australische Handballspielerin
- 1968: Sia Korthaus, deutsche Kabarettistin, Sängerin und Schauspielerin
- 1969: Rhett Akins, US-amerikanischer Countrysänger und Songschreiber
- 1969: Nancy Kerrigan, US-amerikanische Eiskunstläuferin
- 1969: Tal Silberstein, israelischer Unternehmer und PR-Berater
- 1971: André Bergdølmo, norwegischer Fußballspieler
- 1971: Sacha Baron Cohen, britischer Komiker und Schauspieler
- 1971: Pyrros Dimas, griechischer Gewichtheber
- 1971: Sebastian Fitzek, deutscher Schriftsteller und Journalist
- 1971: Kira Reed, US-amerikanische Schauspielerin, Filmproduzentin, Drehbuchautorin und Fernsehmoderatorin
- 1971: Brent Renaud, US-amerikanischer Journalist, Schriftsteller, Dokumentarfilmer und Fotojournalist
- 1971: Luis Tosar, spanischer Schauspieler
- 1972: Filiberto Ascuy Aguilera, kubanischer Ringer
- 1972: Danny Lloyd, US-amerikanischer Schauspieler
- 1973: Brian Dawkins, US-amerikanischer American-Football-Spieler
- 1973: Niki Marty, Schweizer Sportschütze
- 1974: Fabio Fabiani, italienischer Automobilrennfahrer
- 1975: Frank Bockholdt, deutscher Jurist

#### 1976–2000
- 1976: Fabricio Fabio Fuentes, argentinischer Fußballspieler
- 1976: Nawaf Shukralla, bahrainischer Fußballschiedsrichter
- 1976: Eskindir Tesfay, deutscher Schauspieler, Kampfkünstler und Produzent
- 1977: Sarah M’Barek, französische Fußballspielerin
- 1977: Anna Heringer, deutsche Architektin
- 1977: Antonio Di Natale, italienischer Fußballspieler
- 1977: Paul Pierce, US-amerikanischer Basketballer
- 1977: Judith Sylvester, deutsche Volleyballerin
- 1977: Katrin Wagner, deutsche Kanutin
- 1979: Patrick Kalupa, deutscher Schauspieler
- 1978: Jan Šimák, tschechischer Fußballspieler
- 1978: Jermaine O’Neal, US-amerikanischer Basketballer
- 1980: Ashanti Douglas, US-amerikanische Sängerin
- 1980: Scott Parker, englischer Fußballspieler
- 1981: Susann Blum, deutsche Journalistin und Fernsehmoderatorin
- 1981: Frank Kvitta, deutscher DJ und Produzent
- 1982: Thal Abergel, französischer Schachmeister
- 1982: Bilal Akgül, türkischer Mountainbike- und Straßenradrennfahrer
- 1982: Ian Thorpe, australischer Schwimmer, Olympiasieger
- 1983: Alexander Stolz, deutscher Fußballspieler
- 1984: Abdullah bin Mutaib Al Saud, saudi-arabischer Prinz und Reitsportler
- 1984: Kathrin Fricke, deutsche Video- und Netzkünstlerin (Coldmirror)
- 1984: Christoph Theuerkauf, deutscher Handballspieler und -trainer
- 1985: Andreas Jüttemann, Stadthistoriker, Psychologe und Autor
- 1986: Gabriel Imuetinyan Agbonlahor, englischer Fußballspieler
- 1986: Ranawarathana Atapaththu, sri-lankischer Fußballspieler
- 1988: Daniel Beichler, österreichischer Fußballspieler
- 1988: Norris Cole, US-amerikanischer Basketballspieler
- 1988: Volkan Isbert, deutscher Schauspieler
- 1988: Scott Jamieson, australischer Fußballspieler
- 1988: Lukas Schmitz, deutscher Fußballspieler

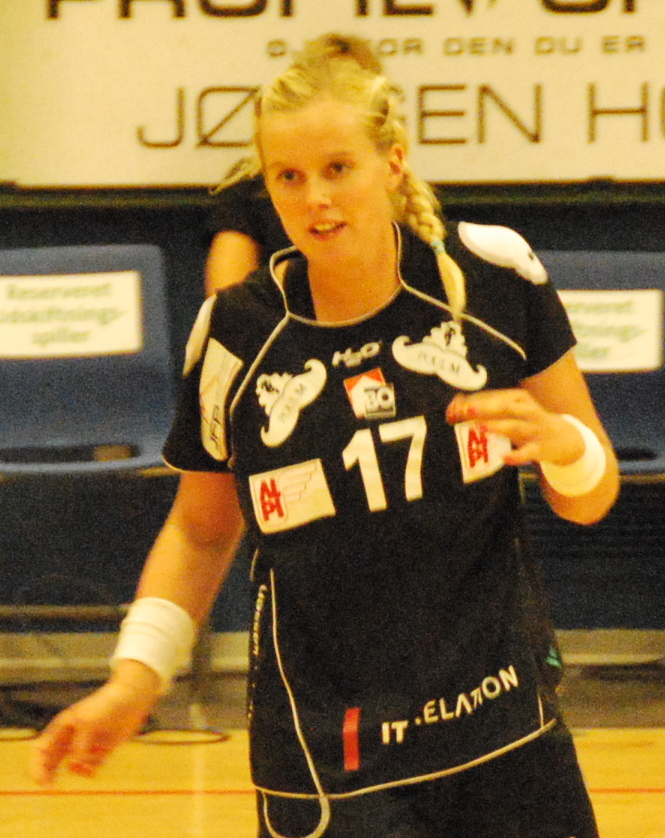
Susan Thorsgaard (* 1988)

- 1988: Susan Thorsgaard, dänische Handballspielerin
- 1989: Nastja Antonewitch, russisch-deutsche Handballspielerin
- 1989: Alexandria Ocasio-Cortez, US-amerikanische Aktivistin und Politikerin
- 1992: Brett Findlay, kanadischer Eishockeyspieler
- 1992: Sarah Puntigam, österreichische Fußballspielerin
- 1993: Manuel Feller, österreichischer Skirennläufer
- 1993: Paola Maria, deutsche Webvideoproduzentin
- 1993: Laura Pape, deutsche Autorin
- 1994: Patrick Schorr, deutscher Fußballspieler
- 1995: Park Jimin, südkoreanischer Sänger
- 1995: Oliver Schnitzler, deutscher Fußballtorwart
- 1996: Atakan Karazor, türkisch-deutscher Fußballspieler
- 1996: Joshua Wong, chinesischer Dissident aus Hongkong
- 1998: Lias Andersson, schwedischer Eishockeyspieler
- 1999: Tomáš Sklenárik, slowakischer Biathlet
- 2000: Rahmat Abdullah, indonesischer Gewichtheber

### 21. Jahrhundert
- 2001: Ruke Orhorhoro, nigerianisch-US-amerikanischer American-Football-Spieler
- 2001: Celestino Vietti, italienischer Motorradrennfahrer
- 2002: Oscar Onley, schottischer Radrennfahrer

## Gestorben

### Vor dem 17. Jahrhundert

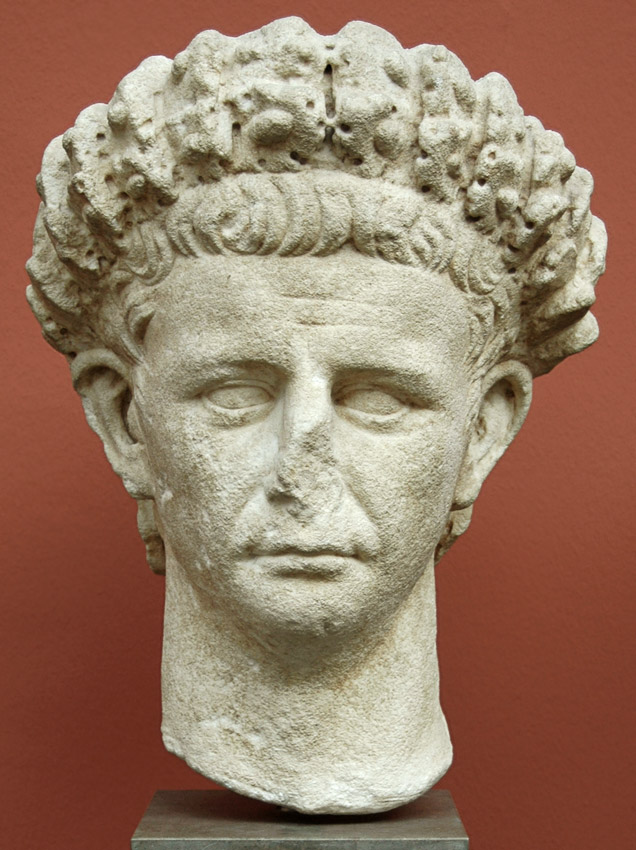
Claudius († 54 n. Chr.)
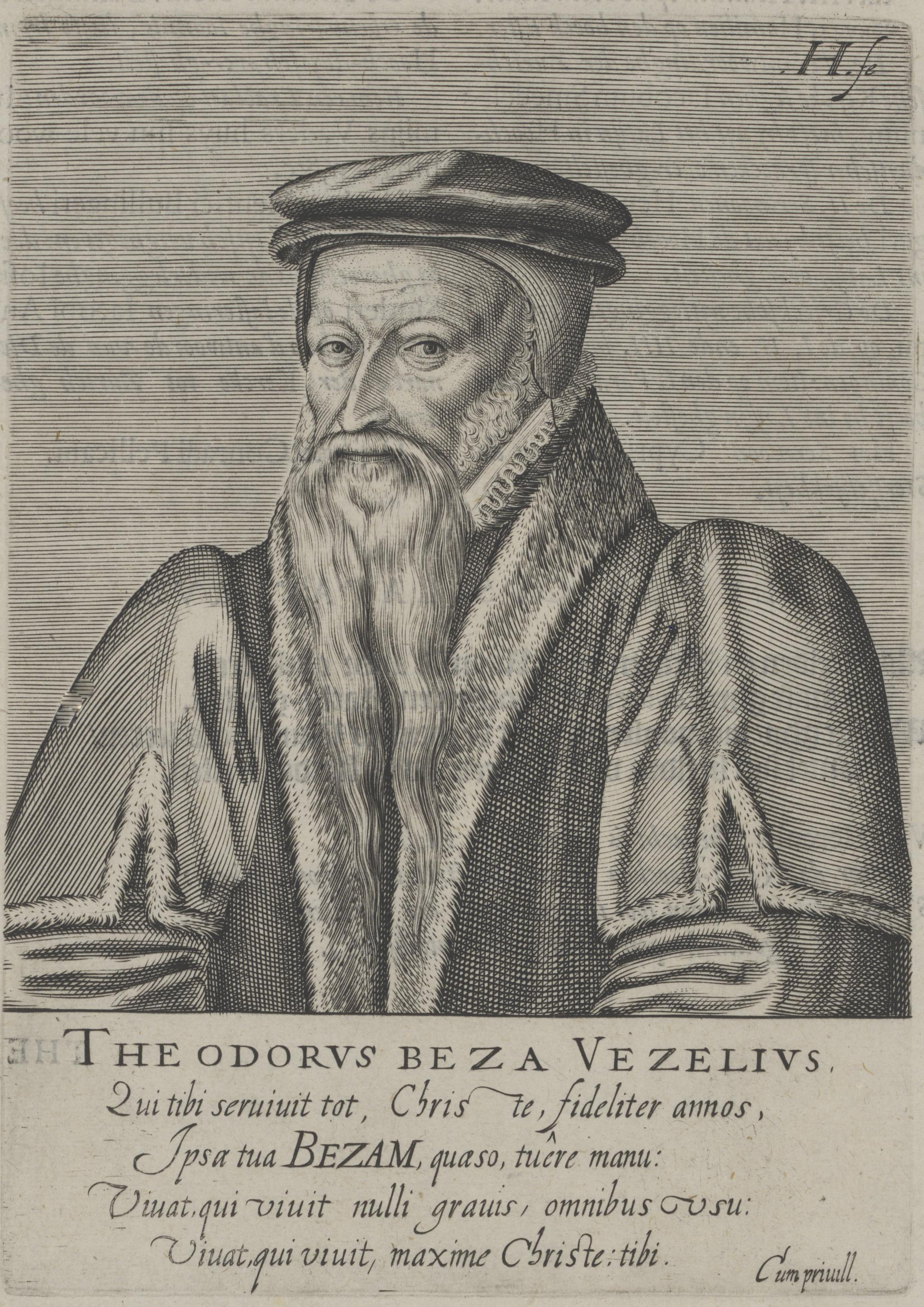
Théodore de Bèze († 1605)
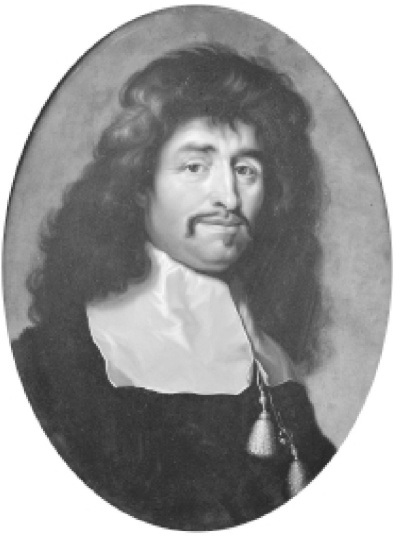
Christoffer von Gabel († 1673)
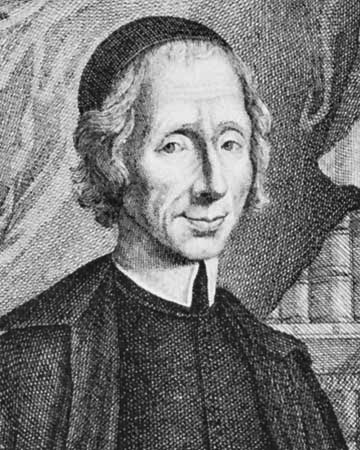
Nicolas Malebranche († 1715)

- 0054: Claudius, Kaiser von Rom
- 0807: Simpert, Bischof von Augsburg
- 0982: Liao Jingzong, Kaiser der Liao-Dynastie im Norden des heutigen Chinas
- 0996: Abū Mansūr al-ʿAzīz bi-Llāh Nizār ibn al-Muʿizz, Kalif der Fatimiden
- 1039: Reginbald II., Bischof von Speyer
- 1131: Philipp, König von Frankreich
- 1138: Gerhard von Clairvaux, burgundischer Adeliger
- 1195: Gualdim Pais, portugiesischer Kreuzritter
- 1227: Minamoto no Michitomo, japanischer Dichter
- 1311: Guido von Namur, flämischer Heerführer
- 1311: Aymon de Quart, Bischof von Genf
- 1325: Robert VII., Graf von Auvergne und Boulogne
- 1328: Klementine von Ungarn, Königin von Frankreich und Navarra
- 1366: Ibn Nubata, arabischer Dichter
- 1370: Adolf VIII., Graf von Holstein-Pinneberg und Graf von Schauenburg
- 1394: Christian von Witzleben, Bischof von Naumburg
- 1415: Thomas Fitzalan, englischer Adeliger
- 1435: Hermann II., Graf von Cilli
- 1453: Jakob I., Markgraf von Baden
- 1493: Busso VIII. von Alvensleben, Bischof in Havelberg
- 1505: Takeda Nobumasa, japanischer Daimyō gegen Ende der Muromachi-Zeit
- 1537: Johann VII. von Schleinitz, Bischof von Meißen
- 1563: Bernhard Abel, deutscher Bildhauer und Steinmetz
- 1573: Urban Sagstetter, Bischof von Gurk

### 17. und 18. Jahrhundert

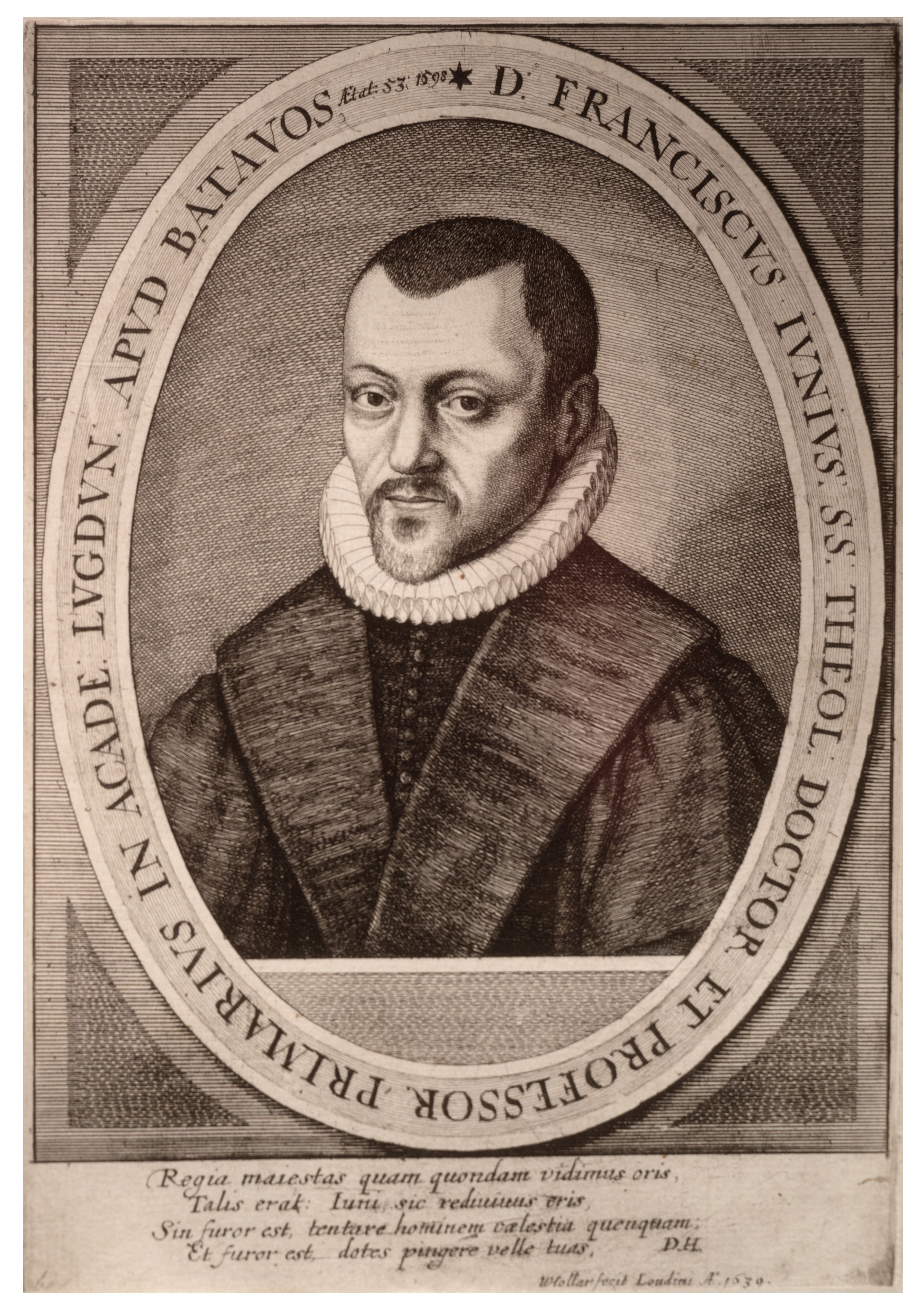
Franz Junius der Ältere († 1602)
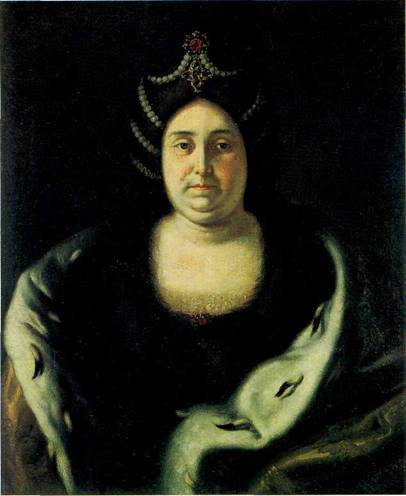
Praskowja Fjodorowna Saltykowa († 1723)
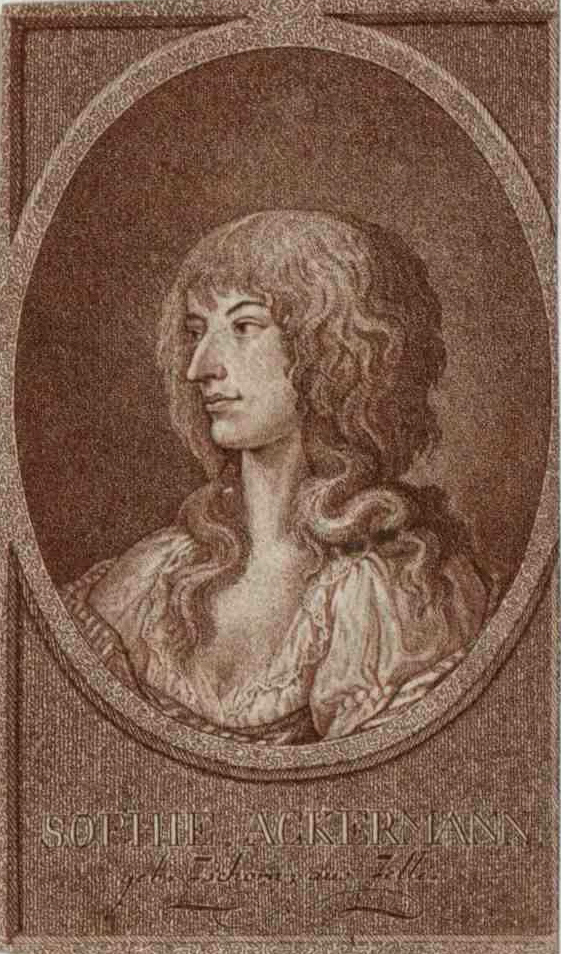
Sophie Ackermann († 1792)

- 1602: Franz Junius der Ältere, reformierter Theologe
- 1605: Théodore de Bèze, Theodor Beza, französischer Theologe und Schriftsteller
- 1613: Hermann Lersner, deutscher Rechtswissenschaftler und Hochschullehrer
- 1622: Francesco Gonzaga, Herzog von Rethel
- 1633: Georg Wecker, deutscher Mediziner und Physiker
- 1653: Christoph Martin von Degenfeld, deutscher Feldherr im Dreißigjährigen Krieg
- 1662: Isaak Volmar, kaiserlicher Gesandter bei den Verhandlungen zum Westfälischen Frieden
- 1668: Algernon Percy, 10. Earl of Northumberland, englischer Peer und Politiker
- 1673: Christoffer von Gabel, dänischer Staatsmann, Statthalter der Färöer und Kopenhagens
- 1676: Juan de Arellano, spanischer Maler
- 1688: Pedro de Mena, spanischer Bildhauer
- 1689: Johann Georg Lorenz, deutscher Pädagoge
- 1692: Elisabeth von Baden-Durlach, deutsche Spruchdichterin
- 1694: Johann Christoph Pezel, deutscher Stadtpfeifer und Komponist
- 1701: Andreas Anton Schmelzer, österreichischer Violinist und Komponist
- 1705: Michael Stephan Radziejowski, Bischof von Ermland, Erzbischof von Gnesen und Primas von Polen-Litauen
- 1706: Iyasu I., der Große, äthiopischer Kaiser
- 1713: Andreas Lange, deutscher Jurist und Dichter
- 1715: Nicolas Malebranche, französischer Philosoph
- 1723: Praskowja Fjodorowna Saltykowa, Zarin von Russland
- 1732: Johann Amsel, deutscher Rechtswissenschaftler
- 1737: Johann Daniel Preissler, Nürnberger Maler böhmischer Abstammung
- 1754: Hark Olufs, deutscher Seefahrer und Autor
- 1758: Isaak Faesch, Schweizer Kaufmann, Sklavenhändler, Offizier in fremden Diensten sowie Gouverneur der niederländischen Kolonien St. Eustatius und Curaçao
- 1759: Martin Schipani, deutscher Uhrmacher
- 1769: Vito D’Anna, sizilianischer Maler
- 1772: George Keppel, 3. Earl of Albemarle, britischer Offizier und Politiker
- 1774: Wilhelm Bentinck, deutscher Reichsgraf und Diplomat niederländisch-englischer Herkunft
- 1777: Dismas Hataš, tschechischer Komponist
- 1792: Sophie Charlotte Ackermann, deutsche Schauspielerin
- 1792: Johann Philipp Kahler, deutscher evangelischer Theologe
- 1796: Esther Grünbeck, deutsche Dichterin

### 19. Jahrhundert
- 1812: Arnold Ignaz Ernst Ferdinand Cajetan Theodor, deutscher Schriftsteller und Organist
- 1812: Sir Isaac Brock, britischer General und kanadischer Nationalheld
- 1813: Karl Johann Christian Grapengiesser, deutscher Arzt
- 1815: Joachim Murat, König von Neapel, Marschall von Frankreich
- 1815: Friedrich Wilhelm Strieder, deutscher Bibliothekar, Lexikograph und Historiker
- 1817: Jekaterina Petrowna Schuwalowa, russische Adlige und Hofdame
- 1822: Antonio Canova, italienischer Bildhauer
- 1825: Maximilian I., König von Bayern von 1806–1825

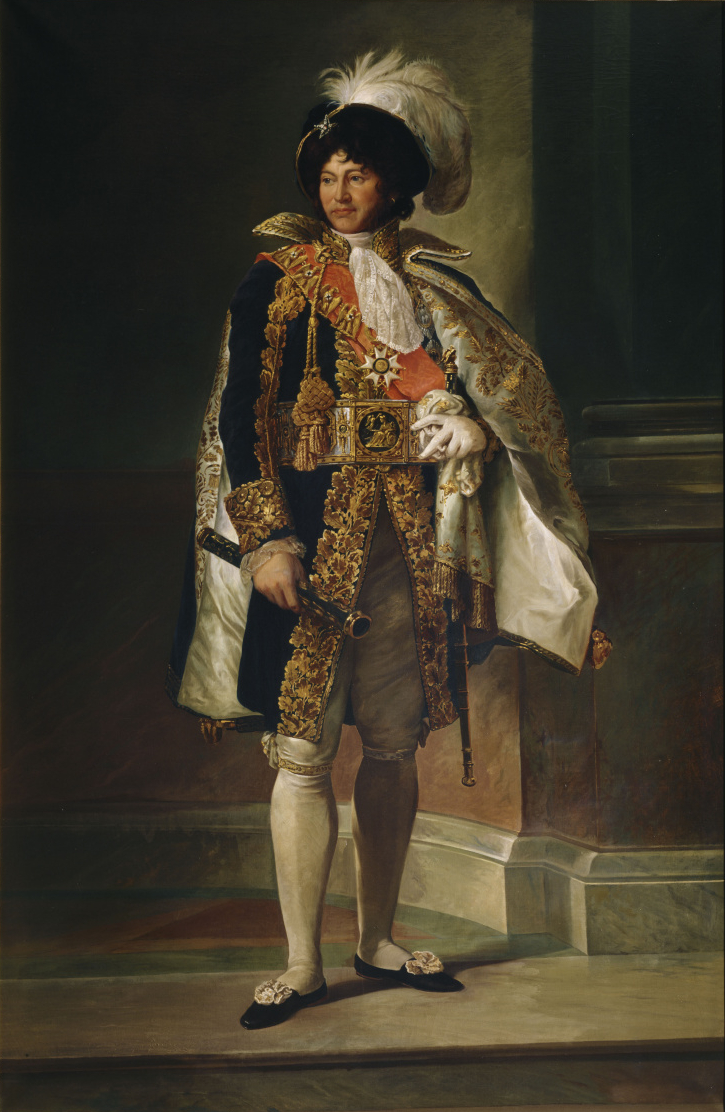
Joachim Murat († 1815)
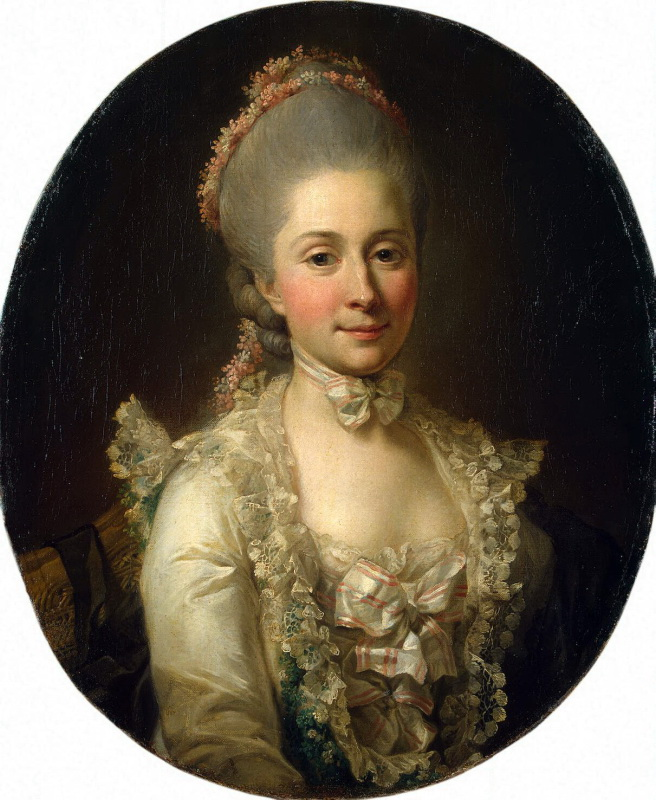
Jekaterina Petrowna Schuwalowa († 1817)
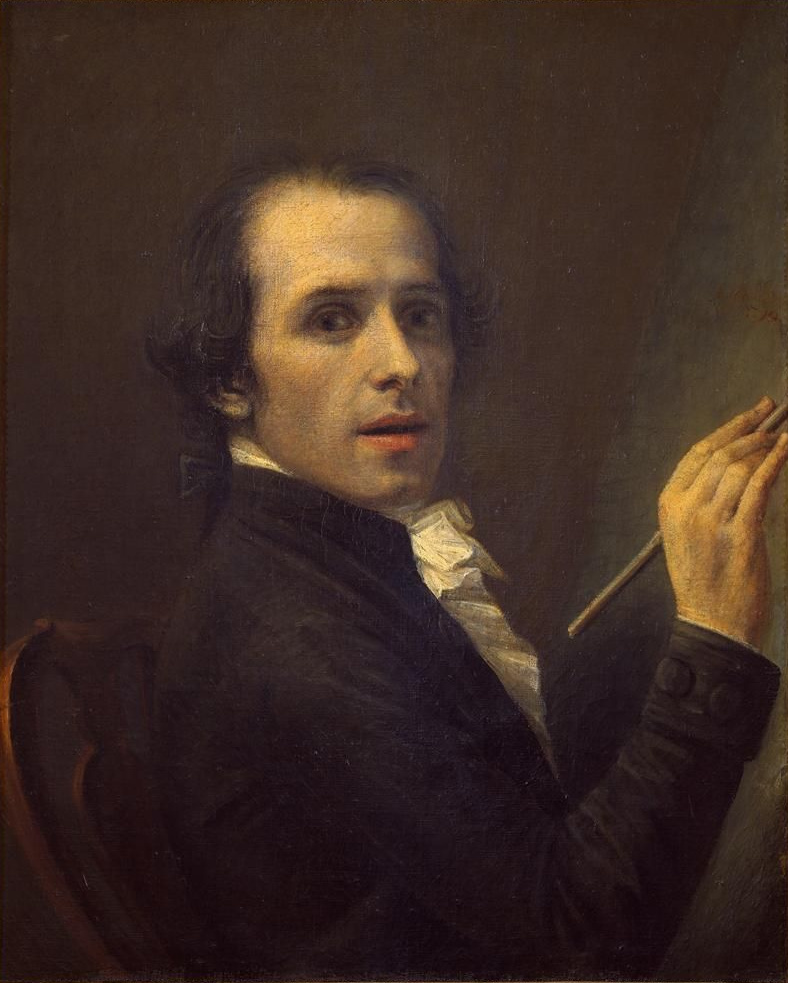
Antonio Canova († 1822)
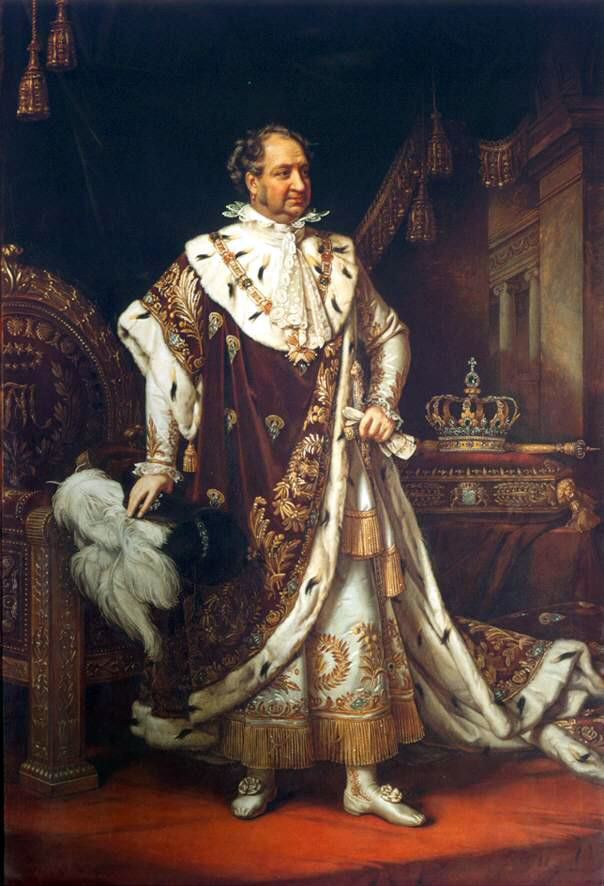
Maximilian I. von Bayern († 1825)

- 1826: Cirilo Flores, Staatschef in der Provinz Guatemala der Zentralamerikanischen Konföderation
- 1826: Ludwig August von Stutterheim, preußischer General
- 1828: Christian Gottlob Biener, deutscher Jurist
- 1848: Heinrich August Theodor Ludolphi, deutscher Schriftsteller
- 1849: Pietro Anderloni, italienischer Kupferstecher
- 1859: Rudolf Oeser, deutscher Pfarrer und Volksschriftsteller
- 1859: José Miguel de Velasco Franco, Präsident von Bolivien
- 1863: Philippe-Antoine d’Ornano, französischer General, Pair und Marschall von Frankreich
- 1865: Petro Hulak-Artemowskyj, ukrainischer Schriftsteller
- 1868: Tachibana Akemi, japanischer Dichter
- 1869: Charles Augustin Sainte-Beuve, französischer Literaturkritiker und Schriftsteller
- 1873: Emil von Sydow, deutscher Geograph und Kartograph
- 1875: Leopold Löw, ungarischer Rabbiner
- 1879: Henry Charles Carey, US-amerikanischer Nationalökonom
- 1882: Arthur de Gobineau, französischer Schriftsteller
- 1891: Thomas Johann Heinrich Mann, deutscher Kaufmann, Vater von Thomas und Heinrich Mann
- 1895: Franklin Leonard Pope, US-amerikanischer Erfinder und Unternehmensgründer
- 1896: Johann Caspar Harkort VI., Pionier des deutschen Großbrückenbaus
- 1899: Aristide Cavaillé-Coll, französischer Orgelbauer der Romantik

### 20. Jahrhundert

#### 1901–1950

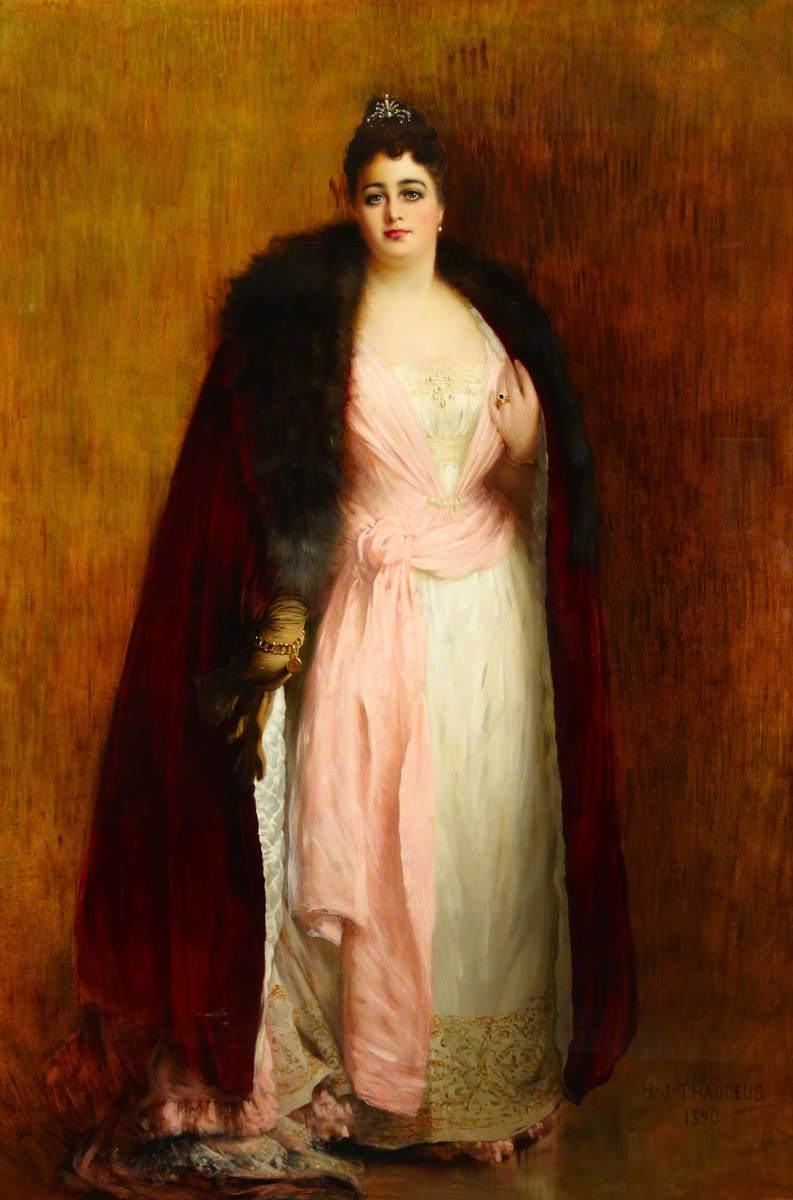
Ada Lewis-Hill († 1906)
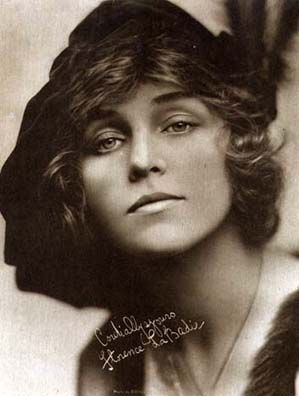
Florence La Badie († 1917)
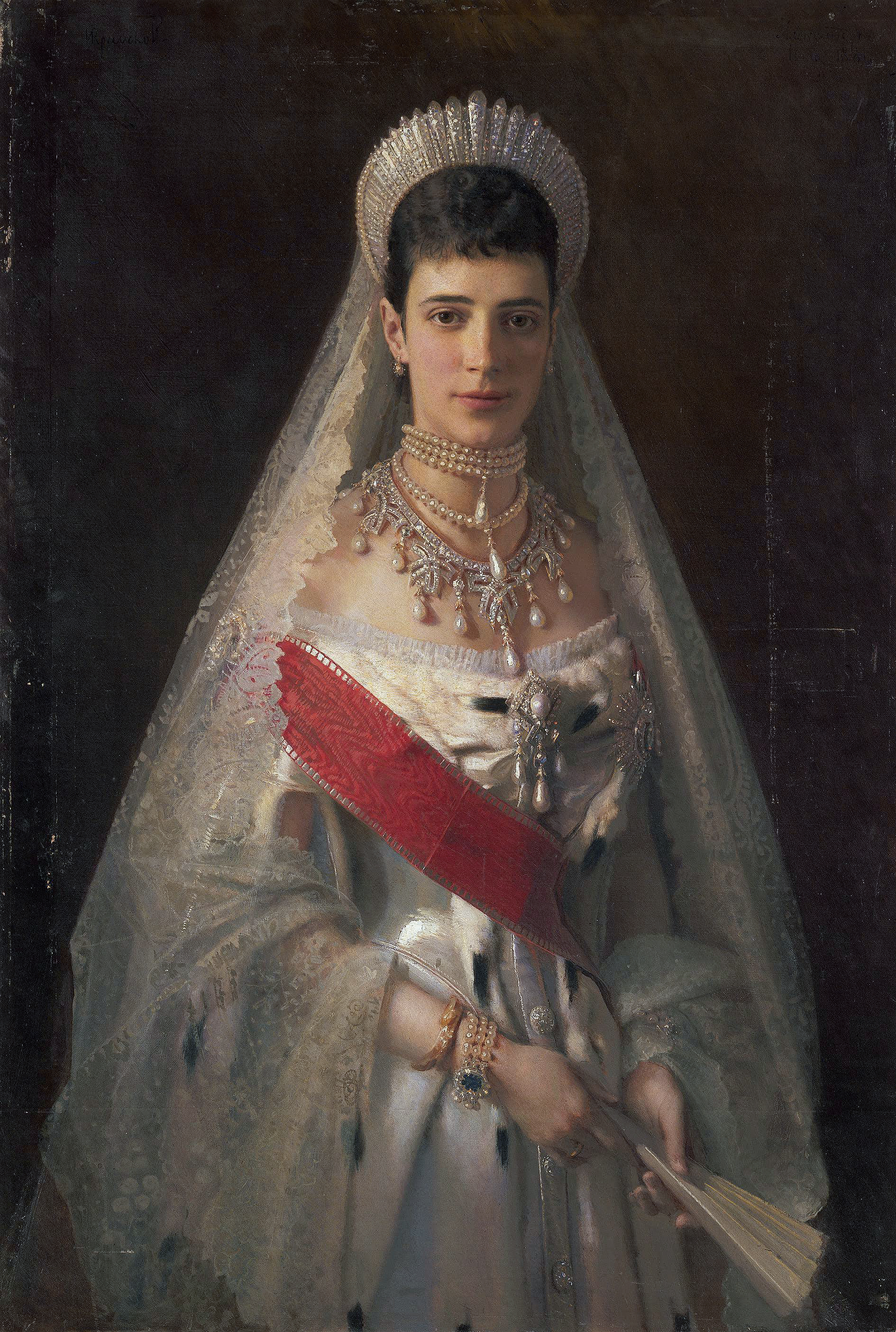
Dagmar von Dänemark († 1928)
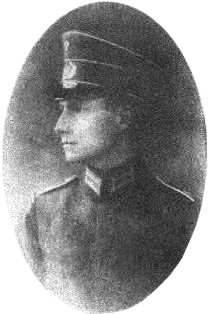
Hans-Jürgen Graf von Blumenthal († 1944)

- 1903: Richard Albert Fellinger, deutscher Industrieller
- 1904: Harald Asplund, schwedischer Ingenieur
- 1906: Ada Lewis-Hill, englische Amateurmusikerin und Stifterin
- 1908: Antoinette von Sachsen-Altenburg, Herzogin von Anhalt
- 1910ː Louise Japha, deutsche Pianistin und Komponistin
- 1912: Nina Camenisch, Schweizer Dichterin und Schriftstellerin
- 1914: Paulin Gschwind, Schweizer katholischer und späterer christkatholischer Geistlicher
- 1917: Florence La Badie, US-amerikanische Filmschauspielerin
- 1917: Rudolf Schneider, deutscher Marineoffizier
- 1918: Gerrit Engelke, deutscher Arbeiterdichter
- 1918: António Fragoso, portugiesischer Komponist und Pianist
- 1921: Max Bewer, deutscher Dichter und Schriftsteller
- 1921: Peter Dybwad, deutscher Architekt norwegischer Herkunft
- 1924: Percival J. Illsley, kanadischer Komponist, Organist, Chorleiter und Musikpädagoge
- 1926: Hans E. Kinck, norwegischer Schriftsteller
- 1928: Dagmar von Dänemark, dänische Prinzessin, Kaiserin von Russland
- 1931: Ernst Didring, schwedischer Schriftsteller
- 1935: Marcel Ballot, französischer Automobilrennfahrer
- 1935: Wilhelm Wisser, deutscher Gymnasialprofessor und Mundartforscher
- 1937: Simon Fraser Tolmie, kanadischer Politiker
- 1940: Friedrich Wilhelm Nohe, deutscher Fußballfunktionär, erster Vorsitzender des Deutschen Fußball-Bundes
- 1941: František Bílek, tschechischer Bildhauer, Graphiker und Keramiker
- 1942: Hans Lehnert, deutscher Jurist und Widerstandskämpfer gegen den Nationalsozialismus
- 1944: Hans-Jürgen Graf von Blumenthal, deutscher Offizier und Widerstandskämpfer gegen den Nationalsozialismus
- 1944: Roland von Hößlin, deutscher Offizier und Widerstandskämpfer gegen den Nationalsozialismus
- 1944: Jean Trémoulet, französischer Automobilrennfahrer und Widerstandskämpfer
- 1947: Archibald Montgomery-Massingberd, britischer Feldmarschall, Chef des Imperialen Generalstabs
- 1947: Sidney James Webb, britischer Sozialwissenschaftler und Politiker, mehrfacher Minister
- 1949: August Aichhorn, österreichischer Pädagoge

#### 1951–2000

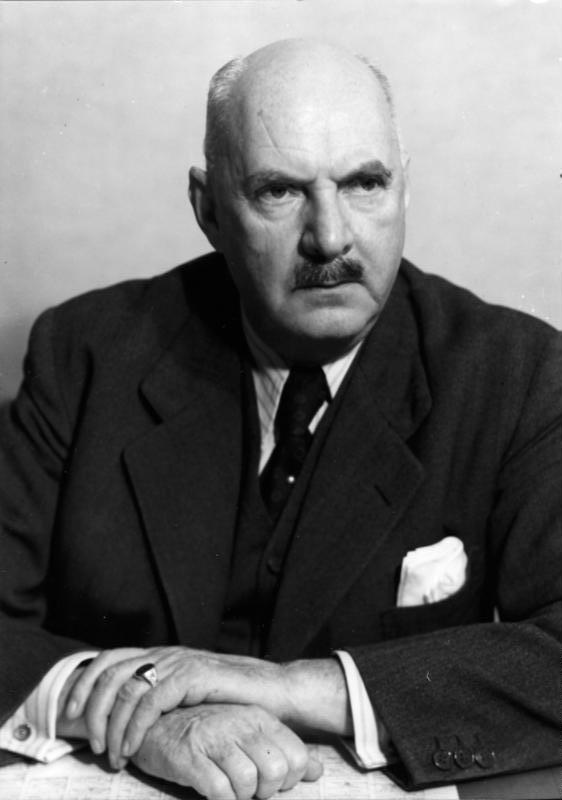
Robert Lehr († 1956)
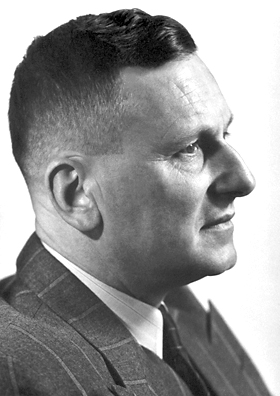
Paul Hermann Müller († 1965)
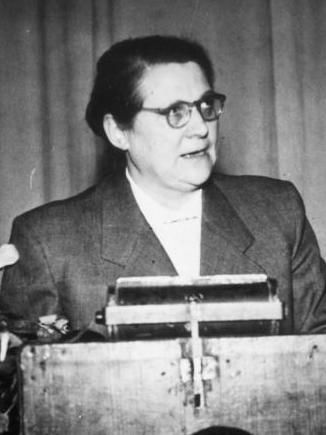
Helene Wessel († 1969)

- 1952: Gaston Baty, französischer Regisseur, Dramatiker und Theaterleiter
- 1952: Giuseppe Scarpi, italienischer Fußballschiedsrichter
- 1954: František Babušek, slowakischer Komponist und Dirigent
- 1954: Emmy Heim, österreichische Sängerin und Musikpädagogin
- 1956: Robert Lehr, deutscher Politiker, MdL, MdB, Bundesinnenminister
- 1957: Erich Auerbach, deutscher Literaturwissenschaftler
- 1958: Alexander Moissejewitsch Weprik, ukrainisch-russischer Komponist
- 1959: Rudolf Mengelberg, niederländischer Komponist und Musikwissenschaftler
- 1959ː Margarete Winkler, deutsche Malerin
- 1961: Zoltan Korda, ungarisch-US-amerikanischer Regisseur
- 1961: Maya Deren, US-amerikanische Regisseurin
- 1965: Paul Hermann Müller, Schweizer Chemiker, Nobelpreisträger
- 1964: Hilaire Gaignard, französischer Flugpionier und Automobilrennfahrer
- 1968: Hossein Behzad, iranischer Miniaturenmaler
- 1968: Maurício José Cardoso, brasilianischer Offizier
- 1969: Pierre Meyrat, französischer Automobilrennfahrer
- 1969: Helene Wessel, deutsche Politikerin, eine der vier „Mütter des Grundgesetzes“

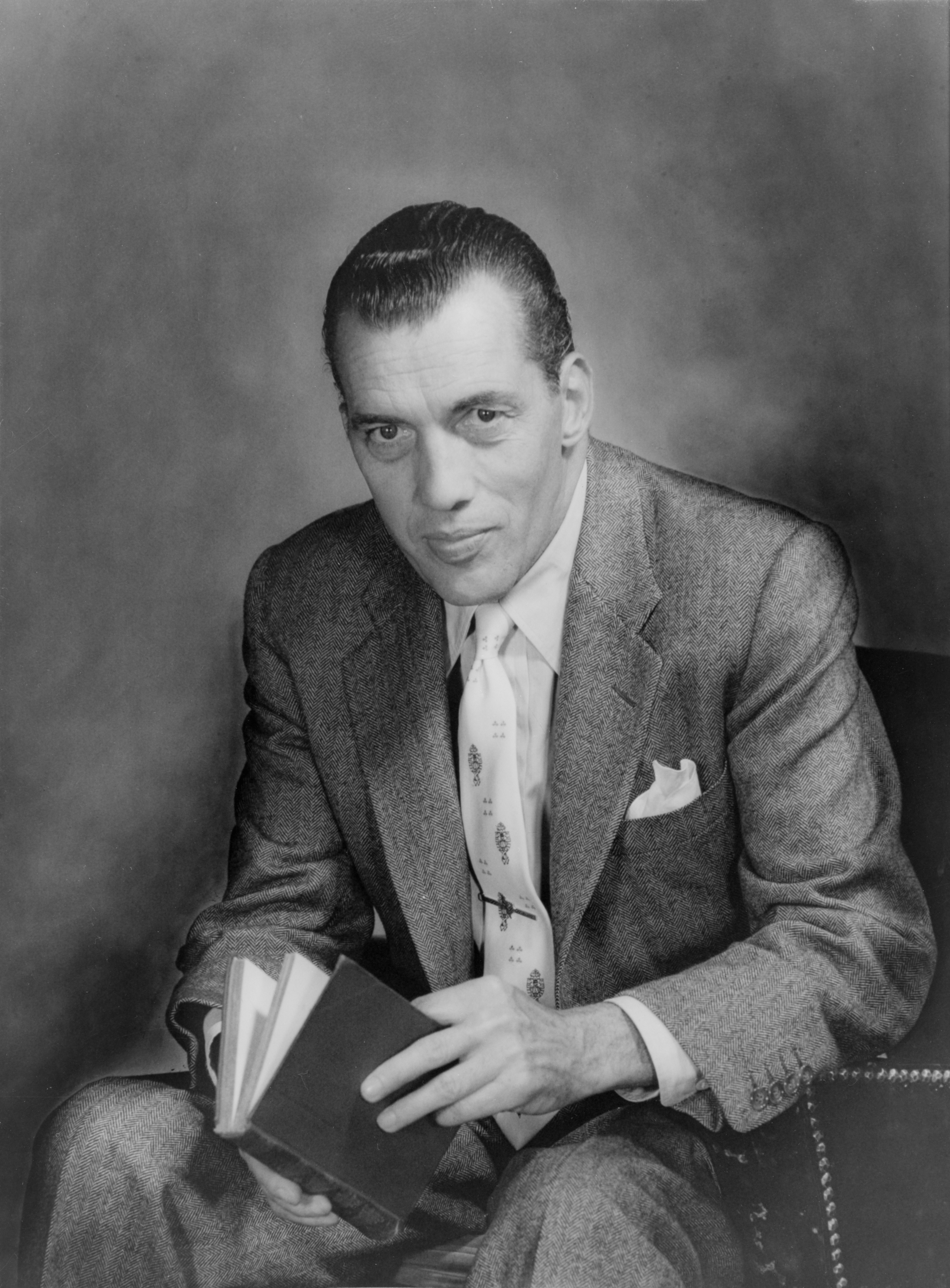
Ed Sullivan († 1974)
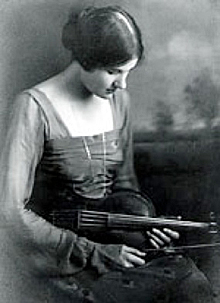
Rebecca Clarke († 1979)
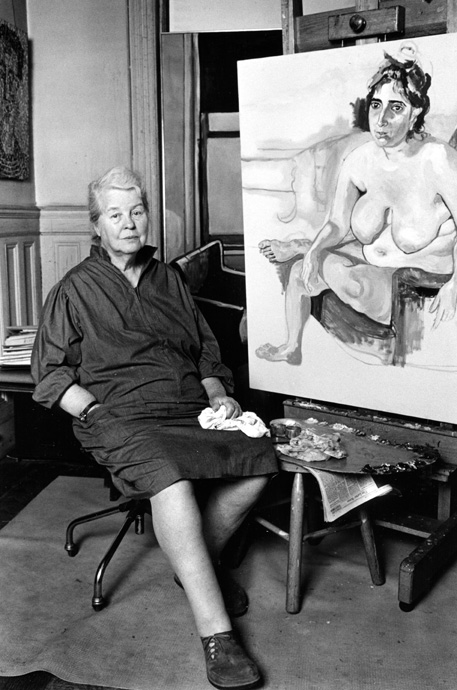
Alice Neel  († 1984)
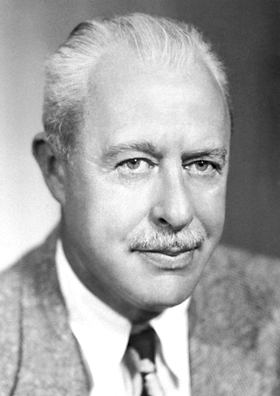
Walter H. Brattain († 1987)

- 1970: Arnold Büchli, Schweizer Lehrer, Heimat- und Volkstumsforscher
- 1970: Peter von der Mühll, Schweizer Altphilologe
- 1971: Benito Canónico, venezolanischer Komponist
- 1971: Romeo Sisti, italienischer Ruderer
- 1972: Herman Andrew Affel, US-amerikanischer Elektrotechniker, Miterfinder des Koaxialkabels
- 1974: Reuven Rubin, rumänischstämmiger israelischer Maler, Botschafter in Rumänien
- 1974: Ed Sullivan, US-amerikanischer Entertainer (Ed Sullivan Show)
- 1976: Gerhard Assmann, deutscher Gewerkschaftsfunktionär
- 1977: Stefan Auer, rumänisch-ungarischer Fußballspieler
- 1977: Gladys Marie Deacon, französische Mätresse
- 1979: Rebecca Clarke, britische Komponistin und Bratschistin
- 1979: Günter Hauk, deutscher Komponist
- 1980: Gabby Pahinui, US-amerikanischer Steel-Gitarrist
- 1981: Nils Asther, schwedischer Schauspieler
- 1981: Eugen Bodart, deutscher Dirigent und Komponist
- 1981: Marius Casadesus, französischer Musiker und Komponist
- 1981: Philippe Étancelin, französischer Automobilrennfahrer
- 1983: Ayda Ignez Arruda, brasilianische Logikerin und Hochschulprofessorin
- 1984: Alice Neel, US-amerikanische Malerin
- 1985: Francesca Bertini, italienische Schauspielerin
- 1987: Gisela Andersch, deutsche Malerin, Graphikerin und Collagekünstlerin
- 1987: Walter Houser Brattain, US-amerikanischer Physiker, Nobelpreisträger
- 1989: Fred Agabashian, US-amerikanischer Automobilrennfahrer
- 1989: Merab Kostawa, georgischer Dissident
- 1989: Günther Ungeheuer, deutscher Schauspieler
- 1990: Le Duc Tho, vietnamesischer Politiker, Nobelpreisträger
- 1992: Felix Burckhardt, Schweizer Jurist und Dichter in Basler Mundart
- 1994: August Sundermann, deutscher Mediziner, Rektor der Medizinischen Akademie Erfurt
- 1995: Herbert Weißbach, deutscher Komödiant und Schauspieler
- 1996: Henri Nannen, deutscher Verleger und Publizist
- 1997: Adil Çarçani, albanischer Regierungschef
- 1999: Franz Matter, Schweizer Schauspieler und Regisseur
- 2000: Gus Hall, US-amerikanischer Politiker

### 21. Jahrhundert

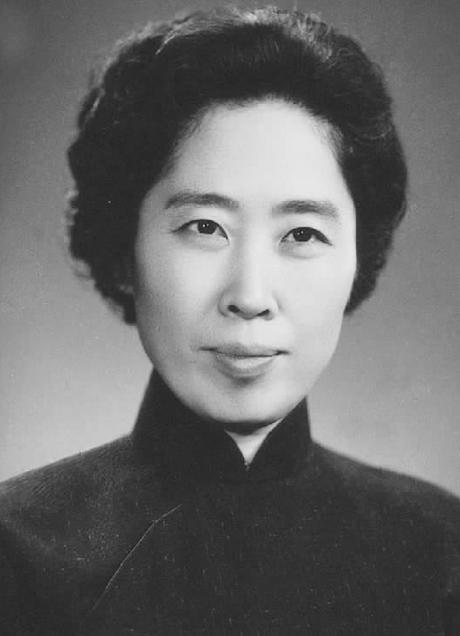
Wang Guangmei († 2006)
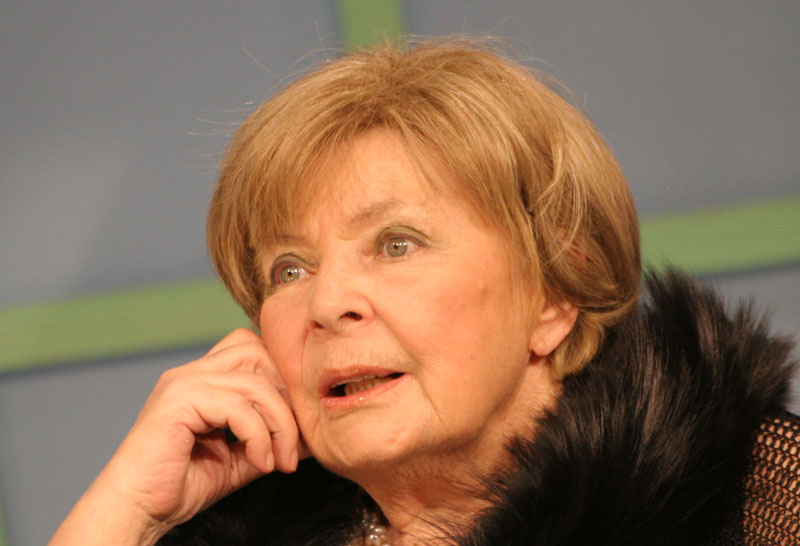
Olga Arossewa († 2013)
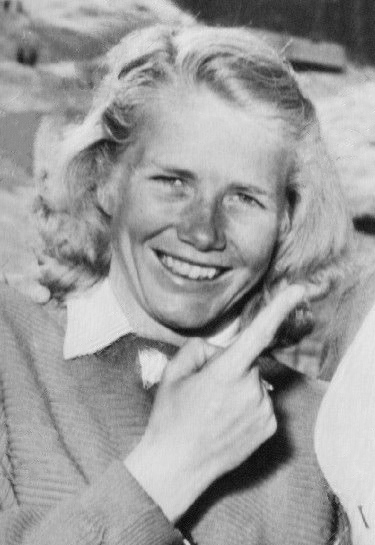
Dagmar Rom († 2022)

- 2001: Jean Daninos, französischer Automobilkonstrukteur und Unternehmer
- 2001: Fritz Fromm, deutscher Handballspieler
- 2001: Olha Olijnyk, russische Mathematikerin ukrainischer Herkunft
- 2002: Stephen Ambrose, US-amerikanischer Historiker
- 2002: Bill Berry, US-amerikanischer Jazzmusiker
- 2003: Bertram Brockhouse, kanadischer Physiker
- 2005: István Eörsi, ungarischer Lyriker, Dramatiker, Prosaautor und politischer Essayist
- 2005: Helmut Walter, deutscher Brigadegeneral, Unterabteilungsleiter im Bundesnachrichtendienst
- 2005: Wayne Weiler, US-amerikanischer Automobilrennfahrer
- 2006: Arsenij von Plowdiw, bulgarischer Geistlicher
- 2006: Wang Guangmei, chinesische Politikerin, Frau von Liu Shaoqi
- 2006: Dino Kardinal Monduzzi, italienischer Kurienkardinal
- 2007: Marion Michael, deutsche Schauspielerin
- 2008: Guillaume Depardieu, französischer Schauspieler
- 2008: Eduardo Serrano, venezolanischer Musiker, Dirigent und Komponist
- 2008: Alexei Andrejewitsch Tscherepanow, russischer Eishockeyspieler
- 2009: Al Martino, US-amerikanischer Sänger
- 2009: Roger Nixon, US-amerikanischer Komponist und Musikpädagoge
- 2010: Juan Carlos Arteche, spanischer Fußballspieler
- 2010: Maciej Paderewski, polnischer Pianist und Musikpädagoge
- 2010: Longino Soto Pacheco, costa-ricanischer Mediziner, Fußballfunktionär und Politiker
- 2013: Olga Alexandrowna Arossewa, russische Schauspielerin
- 2014: Jess Ingerslev, dänischer Schauspieler, Musiker und Synchronsprecher
- 2016: Bhumibol Adulyadej, König von Thailand
- 2016: Dario Fo, italienischer Theaterregisseur und Schauspieler, Nobelpreisträger
- 2016: Gerhard Wimberger, österreichischer Komponist, Dirigent und Hochschullehrer
- 2021: Otis Armstrong, US-amerikanischer American-Football-Spieler
- 2022: James McDivitt, US-amerikanischer Astronaut
- 2022: Halvor Næs, norwegischer Skispringer
- 2022: Dagmar Rom, österreichische Skirennläuferin
- 2023: Louise Glück, US-amerikanische Lyrikerin, Essayistin und Nobelpreisträgerin für Literatur
- 2023: Friedrich Grade, deutscher Ingenieur und Marineoffizier

## Feier- und Gedenktage
- Kirchliche Gedenktage
  - Hl. König Eduard der Bekenner, vorletzter angelsächsischer König von England (anglikanisch, der römisch-katholische Gedenktag ist am 5. Januar)
  - Théodore de Bèze, französischer Reformator (evangelisch)
  - Hl. Koloman, irischer Märtyrer und Schutzpatron (römisch-katholisch)
  - Hl. Lubentius, irischer Priester, Seelsorger und Schutzpatron (römisch-katholisch)
- Namenstage
  - Eduard
- Weitere Informationen zum Tag
  - DDR: Tag der Aktivisten (bis 1989)
  - Internationaler Tag der Katastrophenvorbeugung (International Day for Disaster Reduction, seit 2009)[1]

Weitere Einträge enthält die Liste von Gedenk- und Aktionstagen.